# Населення Білорусі
Населення Білорусі. Чисельність населення країни на липень 2020 року становила 9,477 млн осіб (93-тє місце у світі). Чисельність білорусів стабілізувалась і незначно зменшується, народжуваність 2015 року становила 10,7 ‰ (184-те місце у світі), смертність — 13,36 ‰ (16-те місце у світі), природний приріст — -0,2 % (215-те місце у світі) . 

## Природний рух
Чисельність населення республіки знижується, при цьому основним фактором, що впливає на ситуацію, залишається перевищення числа померлих над числом народжених. Однак наприкінці 2010-х років намітилася тенденція скорочення смертності та збільшення народжуваності. У 39 % міст і 21 % селищ міського типу відзначається природний приріст населення, в сільській місцевості навпаки йде природний спад.

### Відтворення
Народжуваність у Білорусі, станом на 2015 рік, дорівнює 10,7 ‰ (184-те місце у світі). Показник народжуваності в січні-березні 2008 року показник народжуваності 10,5 ‰, проти 10,3 ‰ за аналогічний період 2007, 9,8 ‰ — 2006 і 9,2 ‰ — 2005 років.
Коефіцієнт потенційної народжуваності 2015 року становив 1,47 дитини на одну жінку (199-те місце у світі). Рівень застосування контрацепції 63,1 % (станом на 2012 рік). Середній вік матері при народженні першої дитини становив 25,1 року (оцінка на 2011 рік); 2009 року — 24 роки.
Смертність у Білорусі 2015 року становила 13,36 ‰ (16-те місце у світі). Показник смертності в січні-березні 2008 року становив 14,5 ‰, 14,9 ‰ за аналогічний період 2007, 14,3 ‰ — 2006 і 14,5 ‰ — 2005.
Природний приріст населення в країні 2015 року був негативним і становив -0,2 % (депопуляція) (215-те місце у світі).

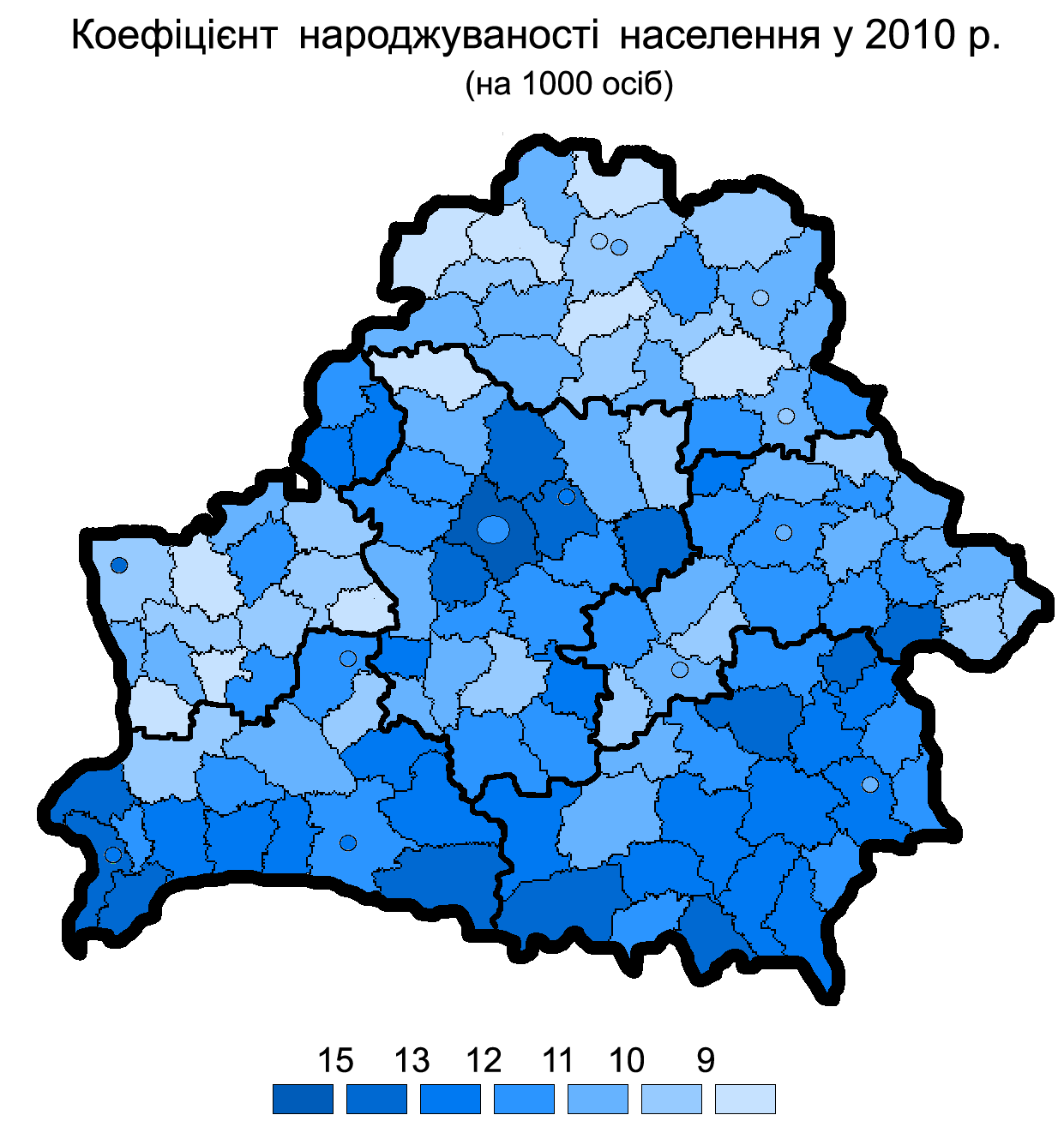
Народжуваність (‰), 2010 рік
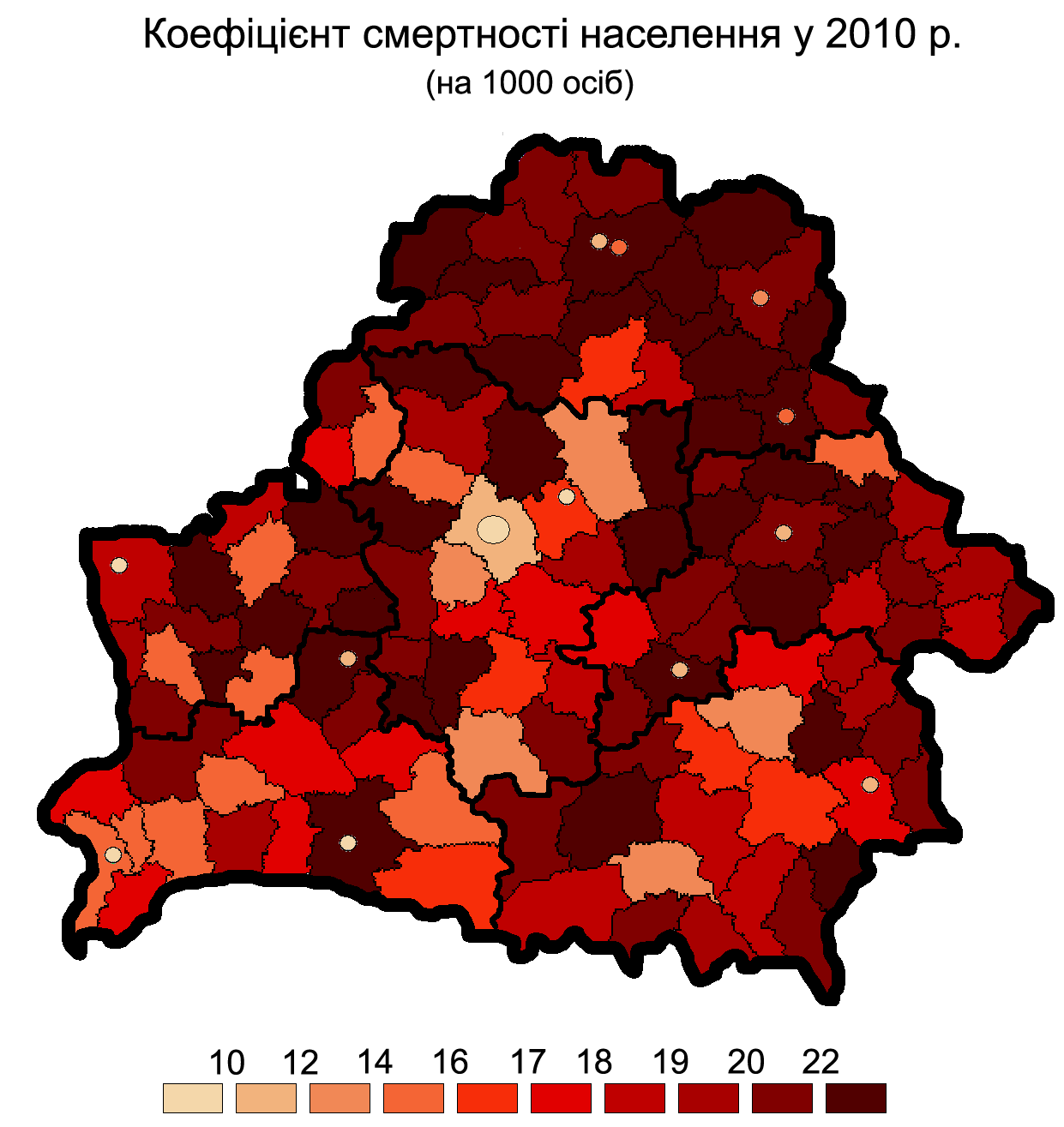
Смертність (‰), 2010 рік
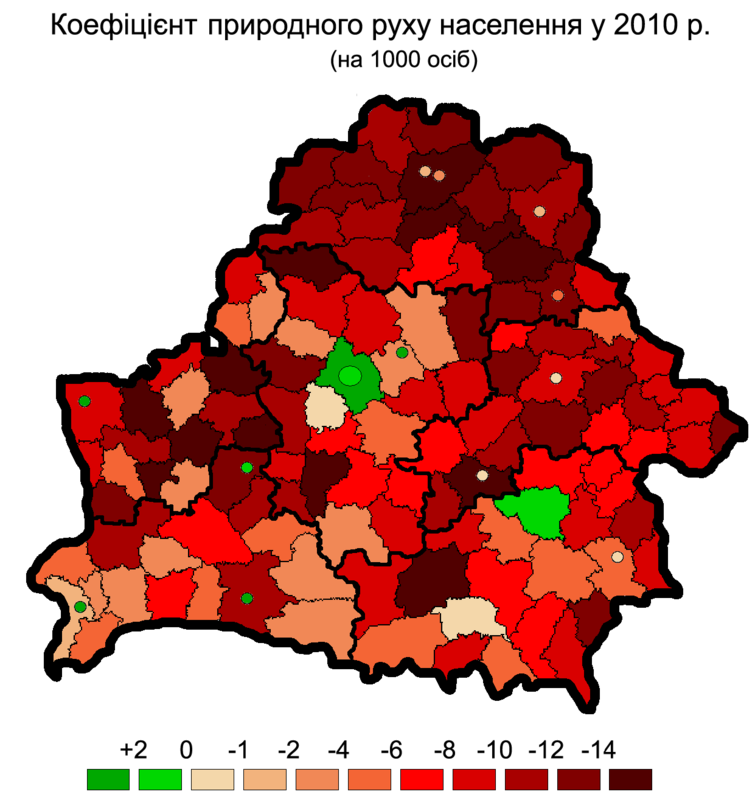
Природний приріст (‰), 2010 рік

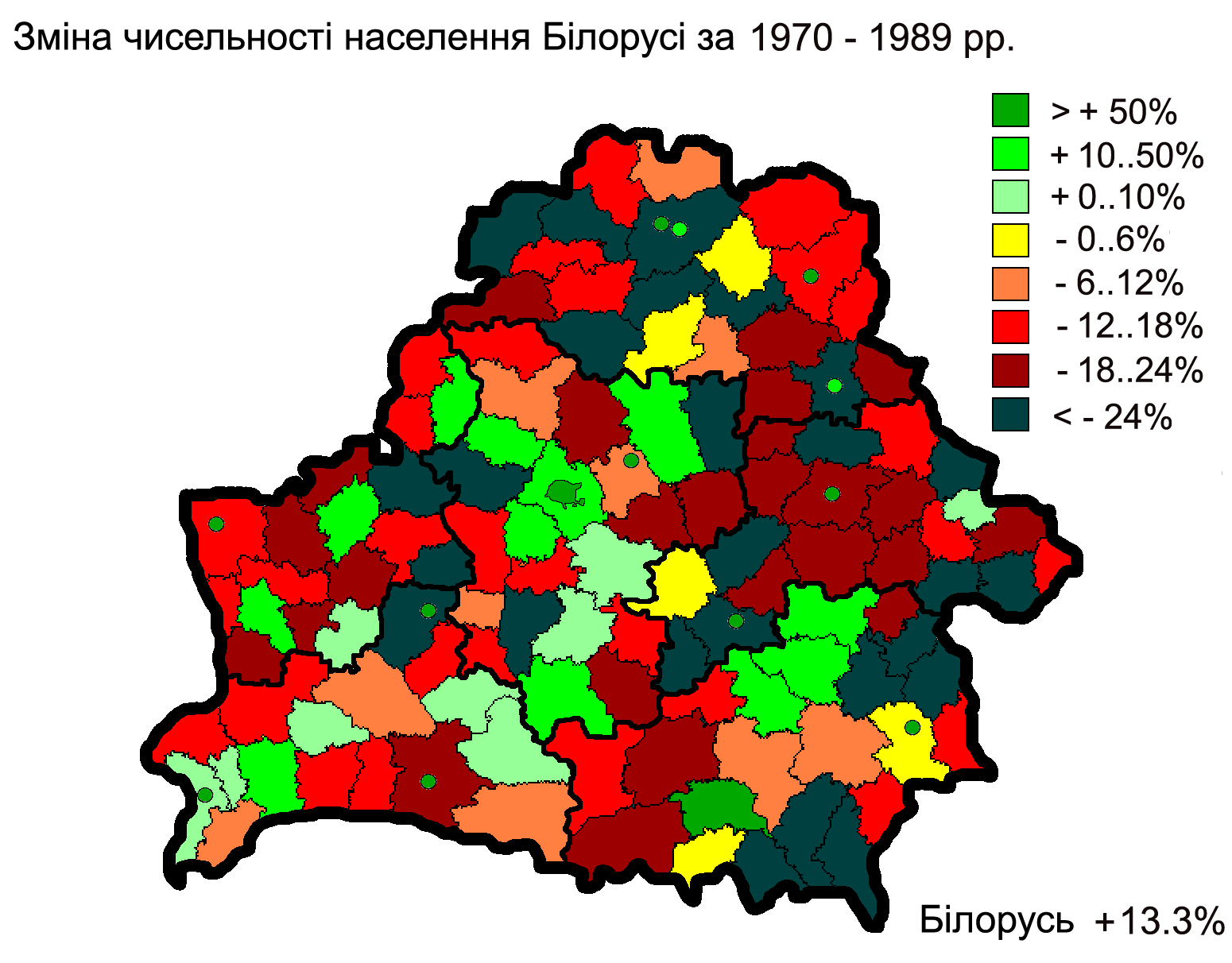
Динаміка населення Білорусі у 1970-1989 роках
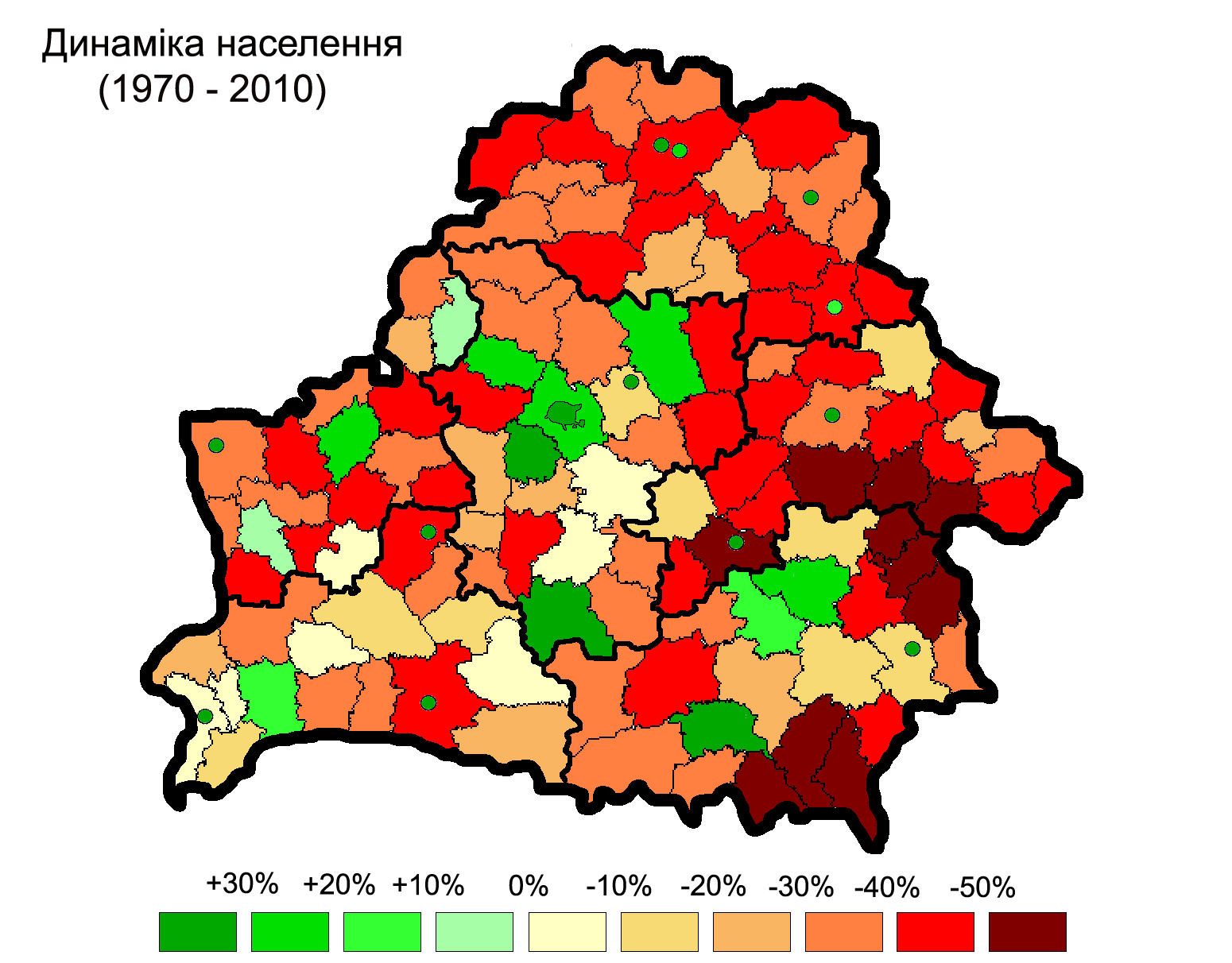
Динаміка населення Білорусі у 1970-2009 роках
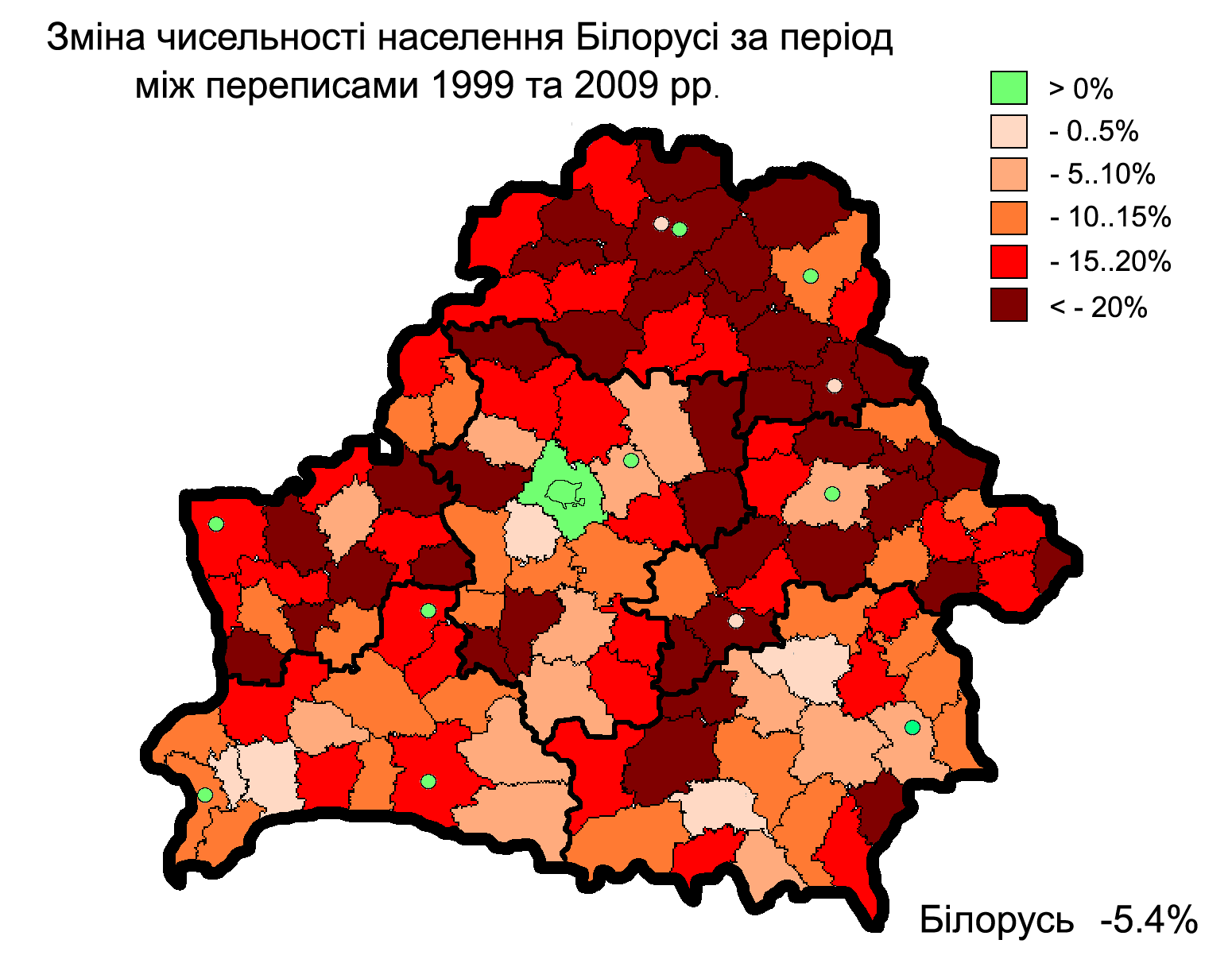
Динаміка населення Білорусі у 1999-2009 роках

Природний рух населення Білорусі в 1950—2015 роках
| Рік  | Чисельність населення (тис. осіб) | Живих народжень | Смертей | Природний приріст | Народжуваність (‰) | Смертність (‰) | Природний приріст (‰) | Фертильність | Абортів |
| ---- | --------------------------------- | --------------- | ------- | ----------------- | ------------------ | -------------- | --------------------- | ------------ | ------- |
| 1950 | 7 745                             | 197 200         | 62 000  | 135 200           | 25,5               | 8,0            | 17,5                  |              |         |
| 1951 | 7 765                             | 198 200         | 61 200  | 137 000           | 25,5               | 7,9            | 17,6                  |              |         |
| 1952 | 7 721                             | 191 100         | 64 200  | 126 900           | 24,8               | 8,3            | 16,4                  |              |         |
| 1953 | 7 690                             | 176 200         | 61 900  | 114 300           | 22,9               | 8,0            | 14,9                  |              |         |
| 1954 | 7 722                             | 193 100         | 61 600  | 131 500           | 25,0               | 8,0            | 17,0                  |              |         |
| 1955 | 7 804                             | 194 400         | 58 000  | 136 400           | 24,9               | 7,4            | 17,5                  |              |         |
| 1956 | 7 880                             | 199 500         | 56 000  | 143 500           | 25,3               | 7,1            | 18,2                  |              |         |
| 1957 | 7 936                             | 200 800         | 58 000  | 142 800           | 25,3               | 7,3            | 18,0                  |              |         |
| 1958 | 8 009                             | 207 700         | 53 700  | 154 000           | 25,9               | 6,7            | 19,2                  |              |         |
| 1959 | 8 112                             | 204 600         | 62 600  | 142 000           | 25,2               | 7,7            | 17,5                  |              |         |
| 1960 | 8 190                             | 200 218         | 54 037  | 146 181           | 24,4               | 6,6            | 17,8                  | 2,80         | 170 787 |
| 1961 | 8 284                             | 194 239         | 53 682  | 140 557           | 23,4               | 6,5            | 17,0                  | 2,61         | 178 290 |
| 1962 | 8 385                             | 185 302         | 60 676  | 124 626           | 22,1               | 7,2            | 14,9                  | 2,57         | 185 554 |
| 1963 | 8 458                             | 173 889         | 58 291  | 115 598           | 20,6               | 6,9            | 13,7                  | 2,46         | 191 137 |
| 1964 | 8 519                             | 161 794         | 53 967  | 107 827           | 19,0               | 6,3            | 12,7                  | 2,36         | 200 534 |
| 1965 | 8 607                             | 153 865         | 58 156  | 95 709            | 17,9               | 6,8            | 11,1                  | 2,27         | 205 999 |
| 1966 | 8 709                             | 153 414         | 58 265  | 95 149            | 17,6               | 6,7            | 10,9                  | 2,28         | 203 430 |
| 1967 | 8 800                             | 147 501         | 61 263  | 86 238            | 16,8               | 7,0            | 9,8                   | 2,26         | 203 722 |
| 1968 | 8 877                             | 146 095         | 62 354  | 83 741            | 16,5               | 7,0            | 9,4                   | 2,23         | 198 955 |
| 1969 | 8 957                             | 142 652         | 65 912  | 76 740            | 15,9               | 7,4            | 8,6                   | 2,18         | 191 637 |
| 1970 | 9 038                             | 146 676         | 68 974  | 77 702            | 16,2               | 7,6            | 8,6                   | 2,30         | 187 935 |
| 1971 | 9 112                             | 149 135         | 68 511  | 80 624            | 16,4               | 7,5            | 8,8                   | 2,34         | 190 169 |
| 1972 | 9 178                             | 147 813         | 71 866  | 75 947            | 16,1               | 7,8            | 8,3                   | 2,36         | 185 101 |
| 1973 | 9 245                             | 144 729         | 73 927  | 70 802            | 15,7               | 8,0            | 7,7                   | 2,29         | 193 503 |
| 1974 | 9 312                             | 146 876         | 73 181  | 73 695            | 15,8               | 7,9            | 7,9                   | 2,24         | 194 247 |
| 1975 | 9 367                             | 146 517         | 79 701  | 66 816            | 15,6               | 8,5            | 7,1                   | 2,20         | 194 710 |
| 1976 | 9 411                             | 147 912         | 82 400  | 65 512            | 15,7               | 8,8            | 7,0                   | 2,16         | 199 121 |
| 1977 | 9 463                             | 148 963         | 84 565  | 64 398            | 15,7               | 8,9            | 6,8                   | 2,11         | 202 146 |
| 1978 | 9 525                             | 151 053         | 86 612  | 64 441            | 15,9               | 9,1            | 6,8                   | 2,08         | 201 619 |
| 1979 | 9 590                             | 151 800         | 90 837  | 60 963            | 15,8               | 9,5            | 6,4                   | 2,05         | 203 446 |
| 1980 | 9 658                             | 154 432         | 95 514  | 58 918            | 16,0               | 9,9            | 6,1                   | 2,04         | 201 852 |
| 1981 | 9 732                             | 157 899         | 93 136  | 64 763            | 16,2               | 9,6            | 6,7                   | 2,08         | 202 340 |
| 1982 | 9 804                             | 159 364         | 93 840  | 65 524            | 16,3               | 9,6            | 6,7                   | 2,02         | 198 011 |
| 1983 | 9 872                             | 173 510         | 97 849  | 75 661            | 17,6               | 9,9            | 7,7                   | 2,09         | 207 461 |
| 1984 | 9 938                             | 168 749         | 104 274 | 64 475            | 17,0               | 10,5           | 6,5                   | 2,14         | 210 844 |
| 1985 | 9 999                             | 165 034         | 105 690 | 59 344            | 16,6               | 10,6           | 5,9                   | 2,09         | 200 888 |
| 1986 | 10 058                            | 171 611         | 97 276  | 74 335            | 17,1               | 9,7            | 7,4                   | 2,10         | 171 114 |
| 1987 | 10 111                            | 162 937         | 99 921  | 63 016            | 16,2               | 9,9            | 6,2                   | 2,04         | 163 761 |
| 1988 | 10 144                            | 163 193         | 102 671 | 60 522            | 16,1               | 10,1           | 6,0                   | 2,031        | 140 921 |
| 1989 | 10 171                            | 153 449         | 103 479 | 49 970            | 15,1               | 10,2           | 4,9                   | 2,02         | 256 041 |
| 1990 | 10 190                            | 142 167         | 109 582 | 32 585            | 14,0               | 10,8           | 3,2                   | 1,91         | 260 839 |
| 1991 | 10 194                            | 132 045         | 114 650 | 17 395            | 13,0               | 11,2           | 1,7                   | 1,80         | 241 138 |
| 1992 | 10 217                            | 127 971         | 116 674 | 11 297            | 12,5               | 11,4           | 1,1                   | 1,76         | 240 387 |
| 1993 | 10 240                            | 117 384         | 128 544 | -11 160           | 11,5               | 12,6           | -1,1                  | 1,62         | 217 957 |
| 1994 | 10 227                            | 110 599         | 130 003 | -19 404           | 10,8               | 12,7           | -1,9                  | 1,53         | 212 533 |
| 1995 | 10 194                            | 101 144         | 133 775 | -32 631           | 9,9                | 13,1           | -3,2                  | 1,40         | 193 280 |
| 1996 | 10 160                            | 95 798          | 133 422 | -37 624           | 9,4                | 13,1           | -3,7                  | 1,33         | 174 098 |
| 1997 | 10 118                            | 89 586          | 136 653 | -47 067           | 8,9                | 13,5           | -4,7                  | 1,25         | 152 660 |
| 1998 | 10 069                            | 92 645          | 137 296 | -44 651           | 9,2                | 13,6           | -4,4                  | 1,30         | 145 339 |
| 1999 | 10 032                            | 92 975          | 142 027 | -49 052           | 9,3                | 14,2           | -4,9                  | 1,31         | 135 829 |
| 2000 | 9 988                             | 93 691          | 134 867 | -41 176           | 9,4                | 13,5           | -4,1                  | 1,31         | 121 895 |
| 2001 | 9 929                             | 91 720          | 140 299 | -48 579           | 9,2                | 14,1           | -4,9                  | 1,28         | 101 402 |
| 2002 | 9 866                             | 88 743          | 146 665 | -57 922           | 9,0                | 14,9           | -5,9                  | 1,24         | 89 895  |
| 2003 | 9 797                             | 88 512          | 143 200 | -54 688           | 9,0                | 14,6           | -5,6                  | 1,23         | 80 174  |
| 2004 | 9 730                             | 88 943          | 140 064 | -51 121           | 9,1                | 14,4           | -5,3                  | 1,23         | 71 700  |
| 2005 | 9 664                             | 90 508          | 141 857 | -51 349           | 9,4                | 14,7           | -5,3                  | 1,25         | 64 655  |
| 2006 | 9 605                             | 96 721          | 138 426 | -41 705           | 10,1               | 14,4           | -4,3                  | 1,33         | 58 516  |
| 2007 | 9 561                             | 103 626         | 132 993 | -29 367           | 10,8               | 13,9           | -3,1                  | 1,42         | 46 287  |
| 2008 | 9 528                             | 107 876         | 133 879 | -26 003           | 11,3               | 14,1           | -2,7                  | 1,48         | 42 197  |
| 2009 | 9 507                             | 109 263         | 135 056 | -25 793           | 11,5               | 14,2           | -2,7                  | 1,50         | 35 967  |
| 2010 | 9 491                             | 108 050         | 137 305 | -29 255           | 11,4               | 14,5           | -3,1                  | 1,49         | 27 662  |
| 2011 | 9 473                             | 109 147         | 135 099 | -25 952           | 11,5               | 14,3           | -2,7                  | 1,51         | 26 858  |
| 2012 | 9 464                             | 115 893         | 126 531 | -10 638           | 12,2               | 13,4           | -1,2                  | 1,62         |         |
| 2013 | 9 468                             | 117 997         | 125 326 | -7 329            | 12,5               | 13,2           | -0,7                  | 1,67         |         |
| 2014 | 9 469                             | 118 534         | 121 542 | -3 008            | 12,5               | 12,8           | -0,3                  | 1,69         |         |
| 2015 | 9 481                             | 119 509         | 120 130 | -621              | 12,6               | 12,7           | -0,1                  | 1,72         |         |

### Вікова структура

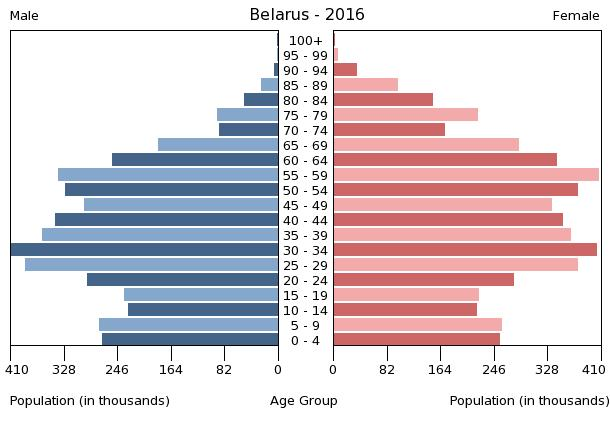
Віково-статева піраміда населення Білорусі, 2016 рік

Середній вік населення Білорусі становить 39,8 року (50-те місце у світі): для чоловіків — 36,8, для жінок — 42,9 року. За переписом 2009 року він становив 39,5 року, у чоловіків — 36,8 року, у жінок — 41,8 року. Середній вік сільського населення на 5,7 років перевищував відповідний показник міського населення (43,7 і 38,0 роківЗа переписом 2009 року він становив 39,5 року, у чоловіків — 36,8 року, у жінок — 41,8 року. Середній вік сільського населення на 5,7 років перевищував відповідний показник міського населення (43,7 і 38,0 роки відповідно). відповідно). Очікувана середня тривалість життя 2015 року становила 72,48 року (139-те місце у світі), для чоловіків — 66,91 року, для жінок — 78,38 року. 2008 року очікувана тривалість життя в Білорусі становила 70,5 року, у чоловіків — 64,7 року, у жінок — 75,6 року. У порівнянні з Росією і Україною це трохи вище, в порівнянні з іншими європейськими країнами — значно нижче. Проблемою залишається значна різниця в тривалості життя чоловіків і жінок. У 2008 році вона становила 12 років, тоді як за оцінкою Програми розвитку ООН природної різницею вважається 5 років. У міській місцевості різниця в тривалості життя чоловіків і жінок становить 11 років, у сільській — 14 років.
Вікова структура населення Білорусі, станом на 2015 рік, виглядає таким чином:
- діти віком до 14 років — 15,51 % (765 070 чоловіків, 722 540 жінок);
- молодь віком 15-24 роки — 11,12 % (548 487 чоловіків, 517 840 жінок);
- дорослі віком 25-54 роки — 45,3 % (2 132 051 чоловік, 2 212 223 жінки);
- особи передпохилого віку (55-64 роки) — 13,62 % (575 816 чоловіків, 730 431 жінки);
- особи похилого віку (65 років і старіші) — 14,44 % (439 257 чоловіків, 945 973 жінки)[1].

За переписом 2009 року, у працездатному віці знаходилось 5 852 826 осіб (61,6 %) населення, в тому числі у містах 4 550 212 (64,4 % міського населення) та у селах 1 302 614 (53,4 %). Найвища частка працездатного населення у Мінську (66,1 %), найнижча — у Брестській (59,7 %) та Гродненській (59,8 %).
У віці, молодшому за працездатний, зафіксовано 1 511 379 осіб (15,9 % населення). З них у містах — 1 123 011 осіб, у селах — 388 368 осіб. Як серед міського, так і серед сільського населення частка цієї вікової групи становить 15,9 %. Найвища частка населення, молодшого за працездатний вік, спостерігається у Брестській області — 17,8 %, а найнижча у Вітебській області — 14,7 %.
Осіб у віці, старшому за працездатний, налічувалось 2 139 306 (22,5 % населення), з них у містах 1 391 035 осіб, у селах 748 271 осіб. При цьому частка цієї вікової групи є набагато вищою у селах (30,7 %), ніж у містах (19,7). Найнижча частка населення, старше працездатного віку, зафіксована у Мінську — 19,6 %, а найвища — у Вітебській області — 24,6 %.

### Шлюбність— розлучуваність
Коефіцієнт шлюбності, тобто кількість шлюбів на 1 тис. осіб за календарний рік, дорівнює 9,2; коефіцієнт розлучуваності — 4,1; індекс розлучуваності, тобто відношення шлюбів до розлучень за календарний рік — 45 (дані за 2011 рік). За січень-жовтень 2010 року в порівнянні з відповідним періодом минулого року кількість зареєстрованих шлюбів зменшилася на 2 %, кількість розлучень збільшилася на 2,6 %. Погіршилося співвідношення між кількістю зареєстрованих шлюбів та розлучень: за січень-жовтень 2010 року на 1000 шлюбів припадало 429 розлучень, за аналогічний період минулого року — 410 розлучень.
Середній вік, коли чоловіки беруть перший шлюб дорівнює 27,1 року, жінки — 25 років, загалом — 26,1 року (дані за 2014 рік).

## Розселення

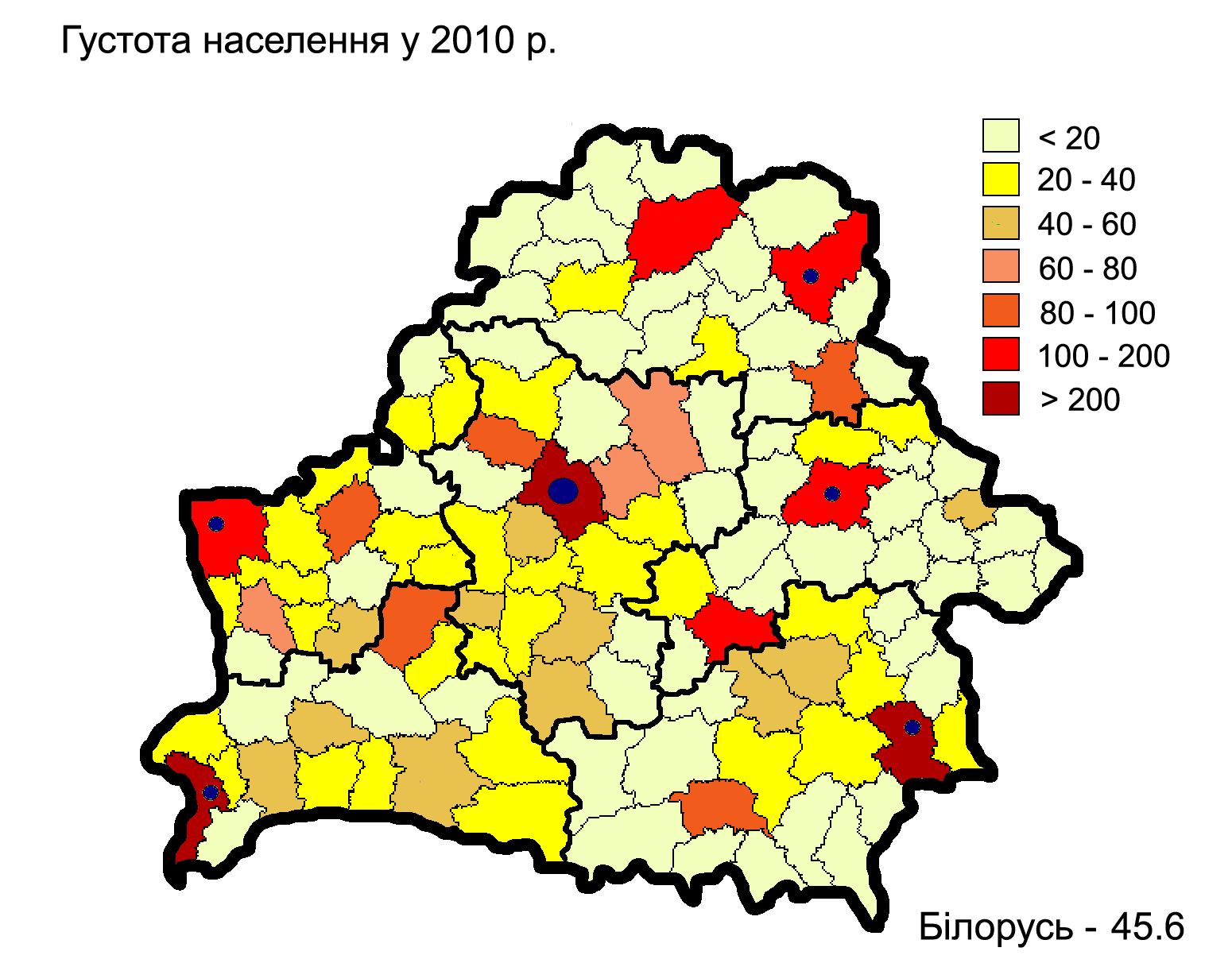
Густота населення Білорусі за районами

Густота населення країни 2015 року становила 46,8 особи/км² (164-те місце у світі). Населення країни розподілене досить рівномірно, з дещо підвищеною густотою навколо великих обласних міст.

### Урбанізація
Білорусь високоурбанізована країна. Рівень урбанізованості становить 76,7 % населення країни (станом на 2015 рік), темпи зростання частки міського населення — 0,05 % (оцінка тренду за 2010—2015 роки). Чисельність міського населення за 2008 рік зросла на 40 тис. і становила 7,2 млн осіб (міграція, природний приріст, адміністративно-територіальні перетворення).
Головні міста держави: Мінськ (столиця) — 1,915 млн осіб (дані за 2015 рік).

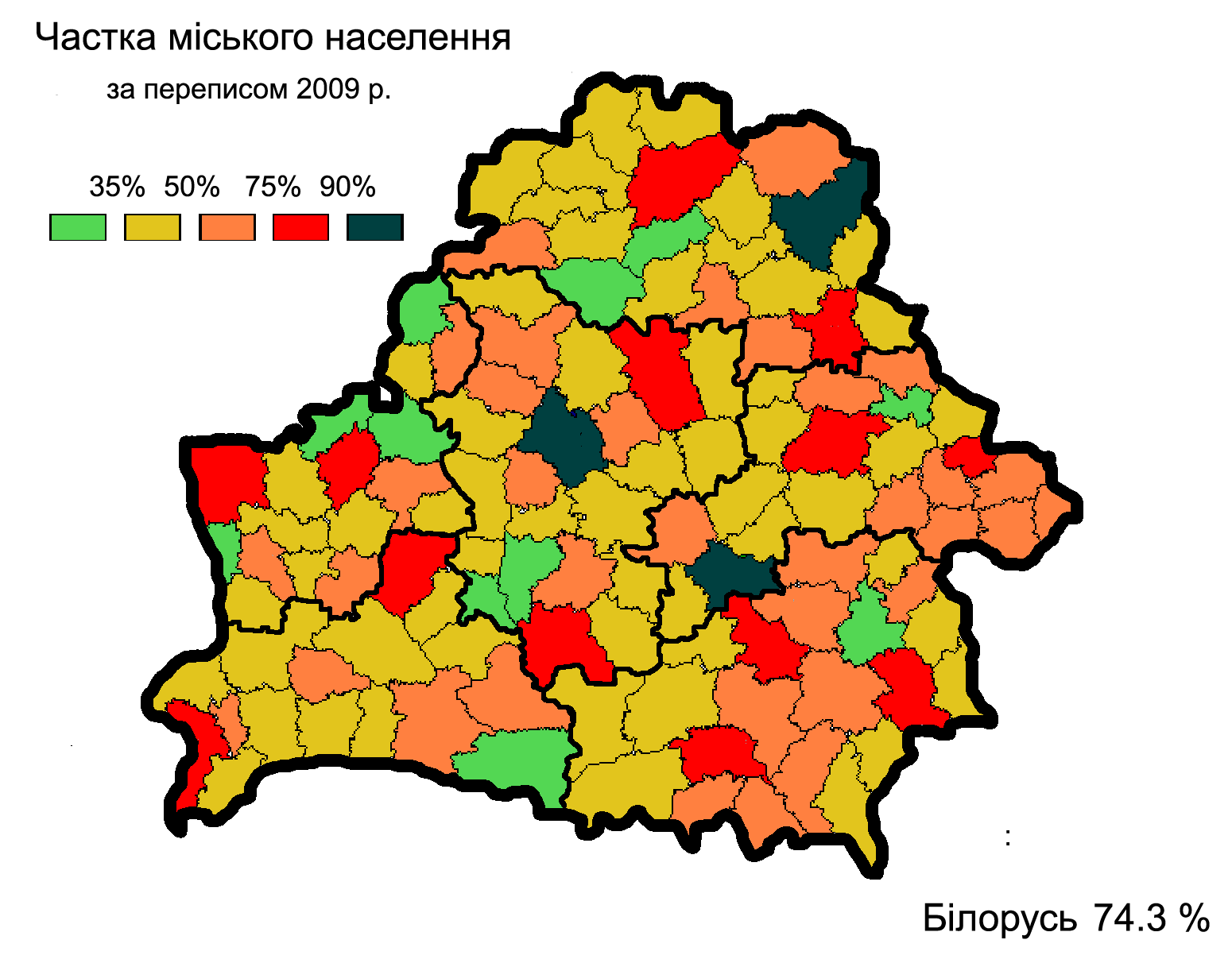
Частка міського населення, 2009 рік
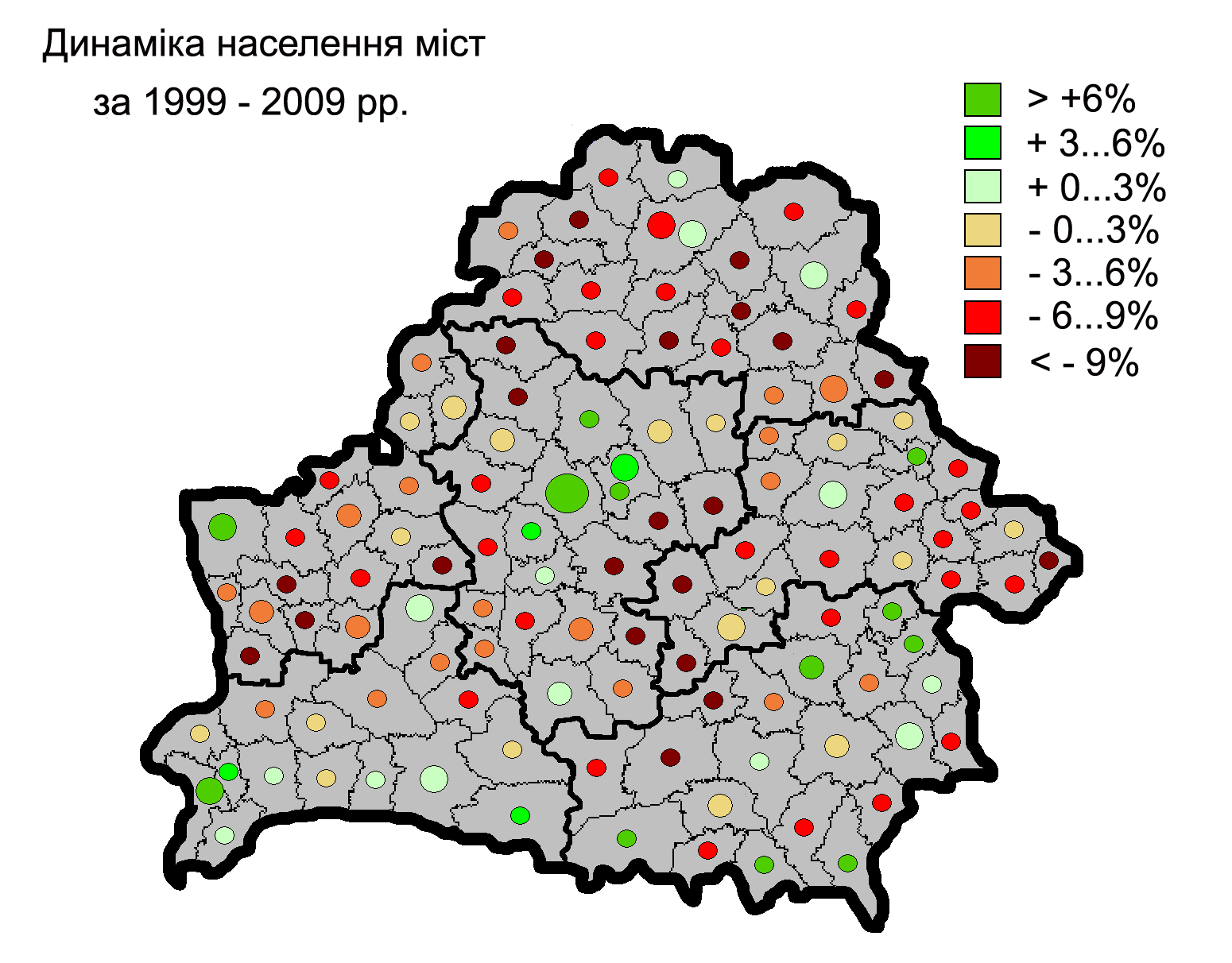
Динаміка населення білоруських, 1999-2009 роки
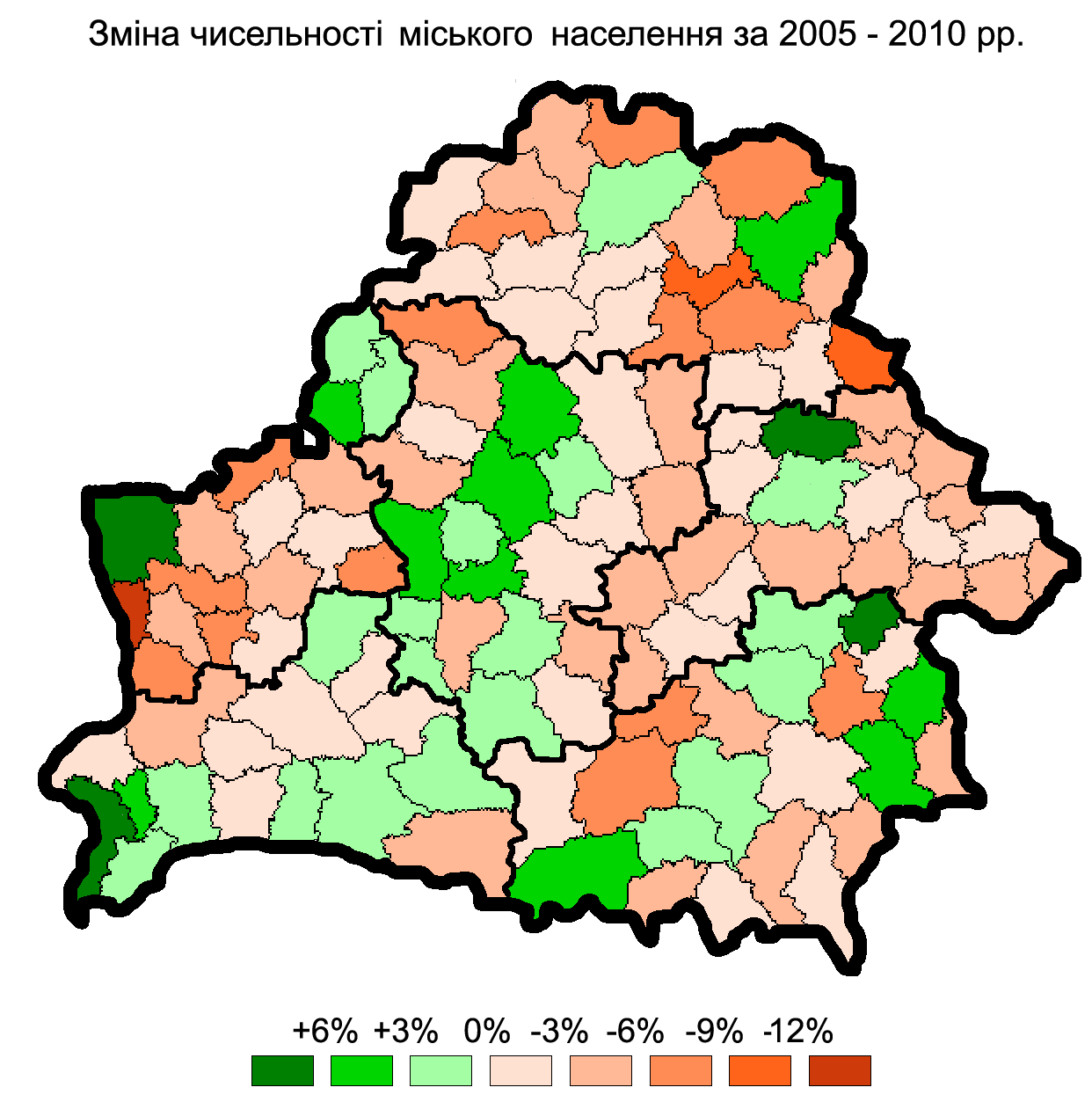
Динаміка міського населення, 2005-2010 роки
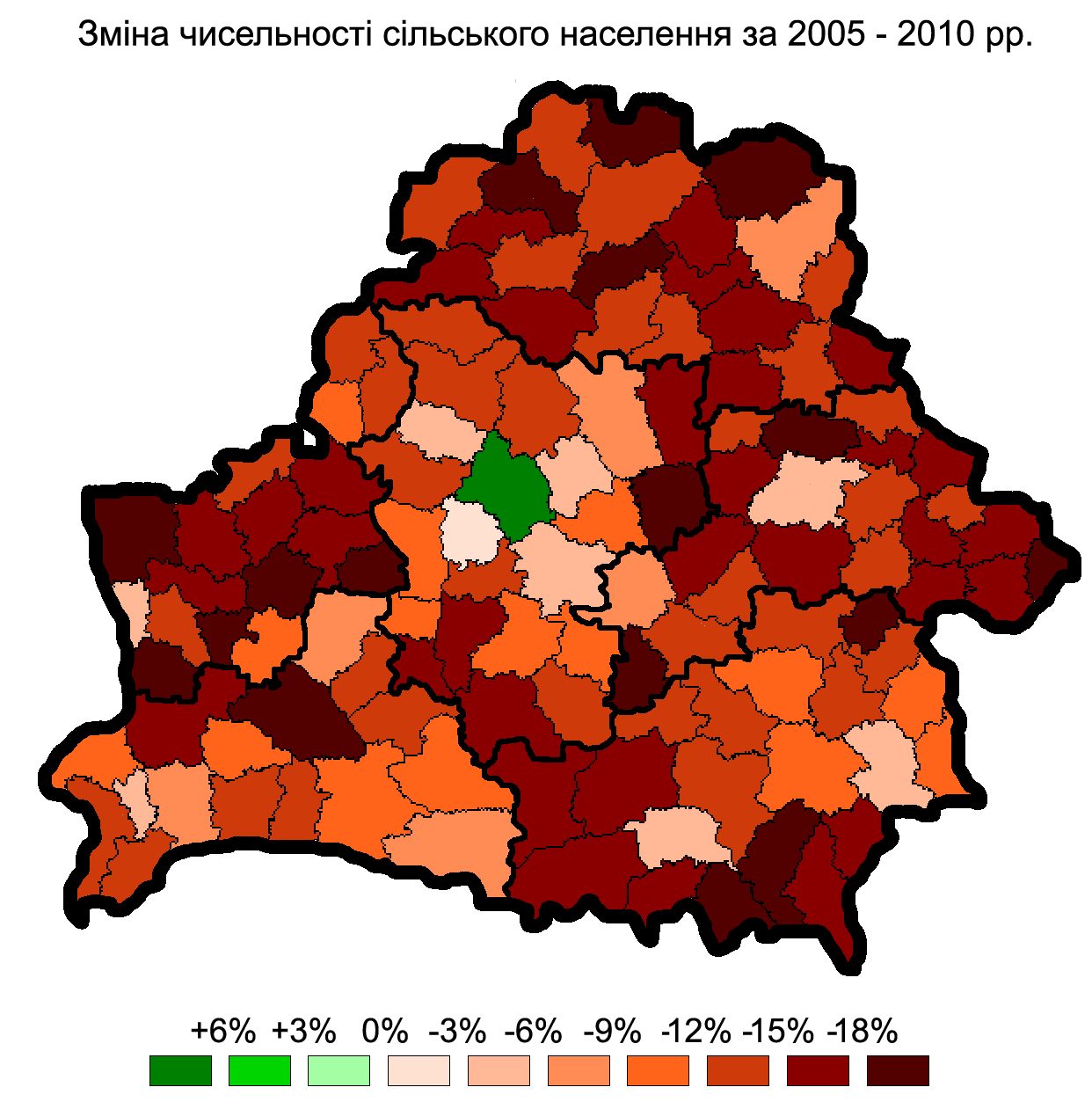
Динаміка сільського населення, 2005-2010 роки
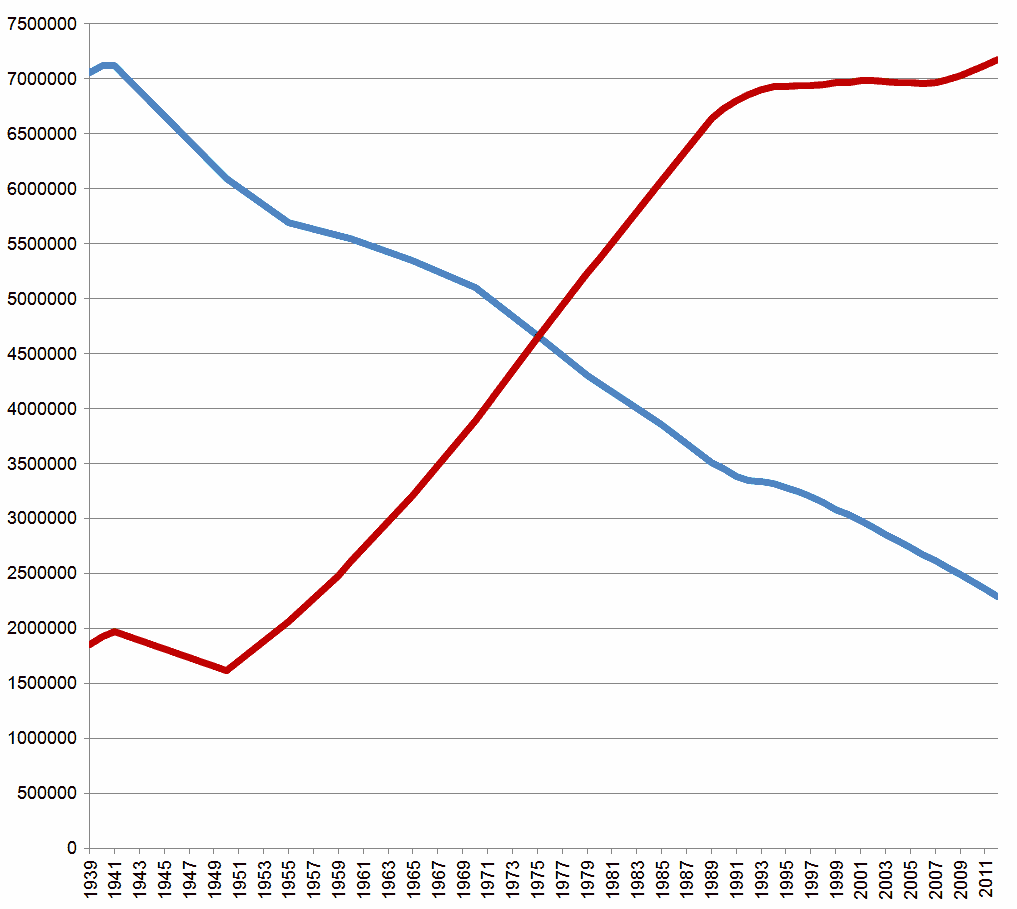
Тренди міського та сільського населення Білорусі впродовж 1939—2012 років

Динаміка населення великих міст Білорусі за даними переписів
| Місто        | 1897   | 1926    | 1939    | 1959    | 1970    | 1979      | 1989      | 1999      | 2009      | 2013      |
| ------------ | ------ | ------- | ------- | ------- | ------- | --------- | --------- | --------- | --------- | --------- |
| Мінськ       | 90 912 | 123 613 | 237 495 | 515 975 | 916 949 | 1 275 798 | 1 612 472 | 1 680 500 | 1 836 808 | 1 901 059 |
| Гомель       | 36 775 | 82 952  | 139 120 | 168 270 | 272 253 | 382 785   | 500 846   | 475 500   | 482 652   | 505 362   |
| Могильов     | 43 119 | 46 562  | 99 428  | 121 712 | 202 314 | 290 361   | 359 188   | 356 500   | 358 279   | 366 839   |
| Вітебськ     | 65 871 | 91 201  | 167 299 | 148 300 | 230 804 | 296 605   | 350 004   | 340 700   | 347 928   | 361 873   |
| Гродно       | 46 919 |         | 49 200  | 72 943  | 132 471 | 194 775   | 270 535   | 301 600   | 327 540   | 352 485   |
| Берестя      | 46 568 |         | 41 400  | 73 614  | 121 629 | 177 249   | 258 016   | 286 400   | 309 764   | 326 428   |
| Бобруйськ    | 34 336 | 39 280  | 84 078  | 97 530  | 137 536 | 192 207   | 221 166   | 220 700   | 215 092   | 217 127   |
| Барановичі   |        |         | 27 400  | 58 064  | 101 472 | 130 647   | 159 315   | 167 400   | 168 240   | 170 685   |
| Борисов      | 15 063 | 23 954  | 49 108  | 59 280  | 84 112  | 111 672   | 143 792   | 150 700   | 147 381   | 145 659   |
| Пінськ       | 28 368 |         | 29 500  | 41 548  | 61 752  | 89 847    | 118 636   | 129 900   | 130 355   | 135 619   |
| Орша         | 13 061 | 21 311  | 53 754  | 64 537  | 100 642 | 112 397   | 123 128   | 123 900   | 117 225   | 116 611   |
| Мозир        | 8 076  | 9 535   | 17 477  | 26 426  | 48 803  | 73 463    | 100 254   | 109 800   | 108 792   | 111 324   |
| Солігорськ   |        |         |         | 46      | 38 255  | 65 148    | 92 742    | 100 900   | 102 297   | 104 745   |
| Новополоцьк  |        |         |         | 1 211   | 40 114  | 67 110    | 92 699    | 105 600   | 98 138    | 101 307   |
| Ліда         | 9 323  |         | 33 400  | 28 541  | 47 578  | 65 500    | 91 007    | 100 700   | 97 629    | 99 430    |
| Молодечно    |        |         | 6 600   | 28 384  | 50 413  | 72 612    | 91 726    | 96 600    | 94 282    | 93 802    |
| Полоцьк      | 20 294 | 21 455  | 29 577  | 44 978  | 64 182  | 71 152    | 76 837    | 82 500    | 82 547    | 84 786    |
| Жлобин       |        | 10 718  | 19 301  | 19 216  | 25 359  | 35 422    | 56 695    | 71 200    | 75 866    | 75 377    |
| Свєтлогорськ |        |         |         | 5 772   | 40 265  | 54 772    | 69 475    | 71 600    | 69 995    | 69 028    |
| Річиця       | 9 280  | 16 487  | 29 796  | 30 602  | 48 393  | 60 327    | 69 427    | 66 700    | 64 731    | 65 289    |
| Жодино       |        |         |         | 6 591   | 22 083  | 33 926    | 53 744    | 59 300    | 61 724    | 62 696    |
| Слуцьк       | 14 349 | 14 299  | 21 947  | 22 740  | 35 609  | 45 176    | 57 556    | 63 500    | 61 444    | 61 847    |
| Кобринь      | 10 408 |         | 15 300  | 13 686  | 24 934  | 31 811    | 44 829    | 50 700    | 51 166    | 52 001    |

### Сільське населення
За 2008 рік чисельність сільського населення зменшилася на 58 тис. і становила 2,5 млн осіб. У сільській місцевості проживає 26 % усього населення Білорусі.

### Міграції
Річний рівень імміграції 2015 року становив 0,7 ‰ (69-те місце у світі); 2007 року сальдо міграції було позитивним — 2,3 на 1000 населення (до країни в'їжджало більше, ніж виїжджало). Цей показник не враховує різниці між законними і незаконними мігрантами, між біженцями, трудовими мігрантами та іншими.

#### Біженці й вимушені переселенці
Станом на 2015 рік, в країні постійно перебуває 126,4 тис. осіб з України, що подали документи на легальне перебування.
Білорусь є членом Міжнародної організації з міграції (IOM).

#### Громадянство
Згідно з пунктом 3 Положення про паспорт громадянина Республіки Білорусь паспорт зобов'язаний мати кожен громадянин Республіки Білорусь, який досяг 16-річного віку. Документами, що підтверджують факт постійного проживання громадянина Республіки Білорусь в межах Республіки Білорусь, є:
- Паспорт громадянина Республіки Білорусь (серії АВ, ВМ, НВ, КН, МР, МС, КВ).
- Вид на проживання іноземного громадянина Республіки Білорусь (серії MI).
- Свідоцтво про народження — для громадян Республіки Білорусь, які не досягли шістнадцятирічного віку і не мають паспортів громадян Республіки Білорусь.

У країні перебуває 5,6 тис. осіб без громадянства.

## Расово-етнічний склад
| Етнічний склад (2009 рік) | Етнічний склад (2009 рік) | Етнічний склад (2009 рік) | Етнічний склад (2009 рік) | Етнічний склад (2009 рік) |
| ------------------------- | ------------------------- | ------------------------- | ------------------------- | ------------------------- |
| Етнос:                    |                           |                           | Відсоток:                 |                           |
| білоруси                  | білоруси                  |                           | 83.7%                     | 83.7%                     |
| росіяни                   | росіяни                   |                           | 8.3%                      | 8.3%                      |
| поляки                    | поляки                    |                           | 3.1%                      | 3.1%                      |
| українці                  | українці                  |                           | 1.7%                      | 1.7%                      |
| інші                      | інші                      |                           | 3.3%                      | 3.3%                      |

Білорусь — мононаціональна держава (відповідно до класифікації ООН). Головні етноси країни: білоруси — 83,7 %, росіяни — 8,3 %, поляки — 3,1 %, українці — 1,7 %, інші (євреї, литовці, вірмени, азербайджанці, латиші) — 3,3 % населення (перепис 2009 року). За даними перепису населення 2009 року, на території Білорусі проживали представники більше 130 націй і національностей. Серед них найбільш представленими етнічними групами є білоруси (7 957 252), росіяни (785 084), поляки (294 549), українці (158 723), євреї (12 926), вірмени (8 512), татари (7 316), цигани (7 079), азербайджанці (5 567), литовці (5087). Від 1 до 3,5 тис. осіб налічують молдовани, туркмени, німці, грузини, китайці, узбеки, латиші, казахи, араби, чуваші.

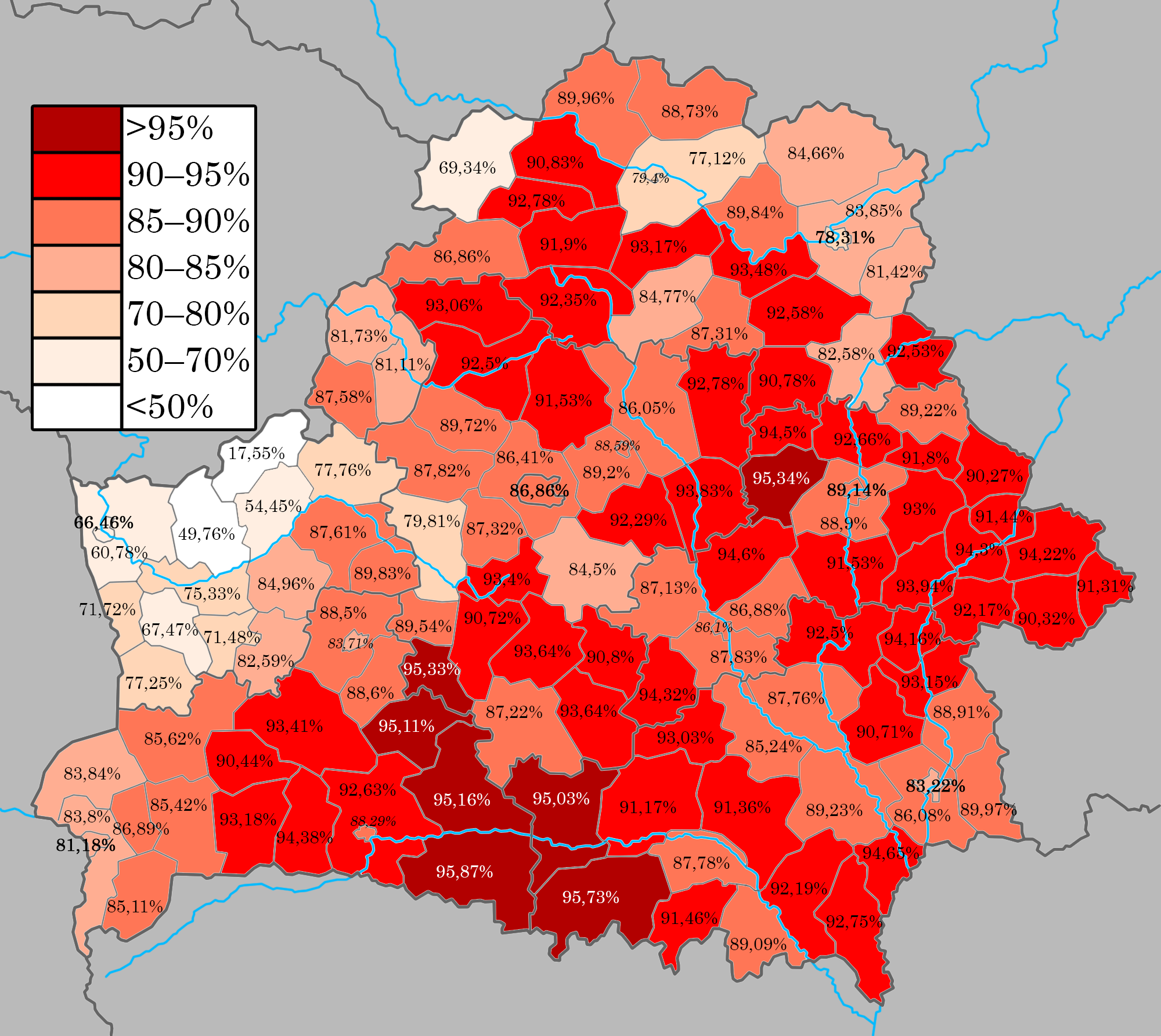
Розселення білорусів, 2019 рік
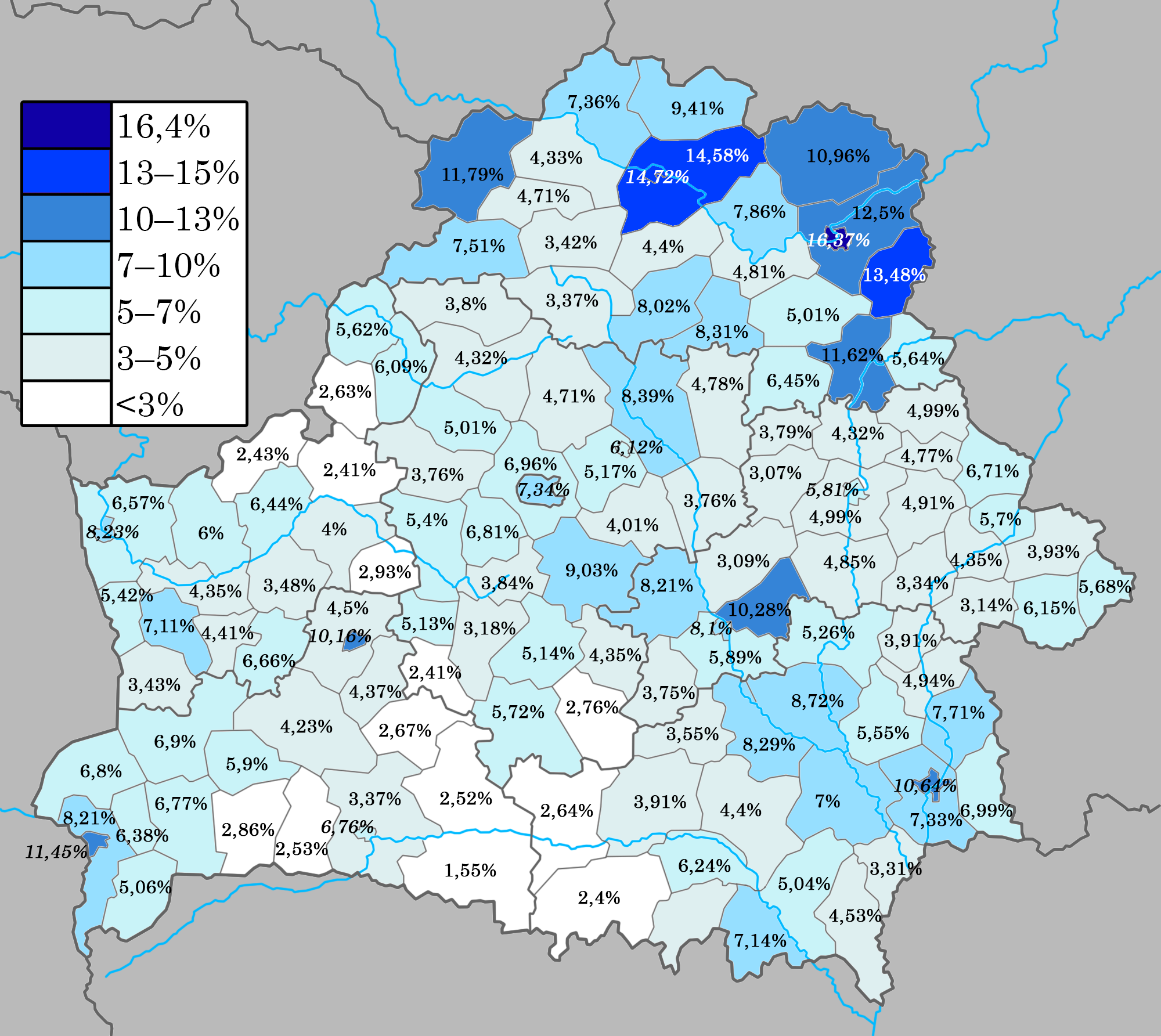
Розселення росіян, 2019 рік
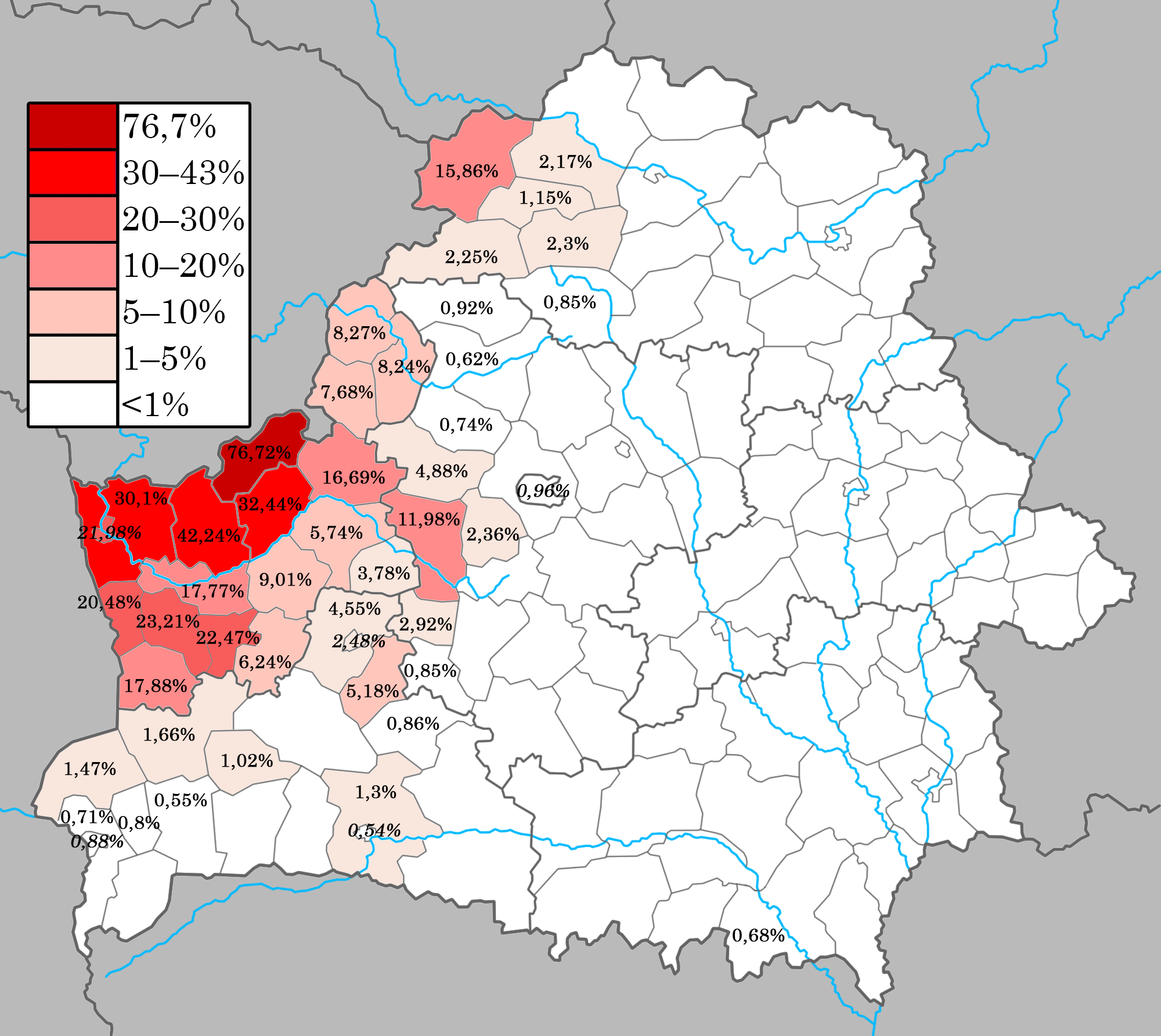
Розселення поляків, 2019 рік
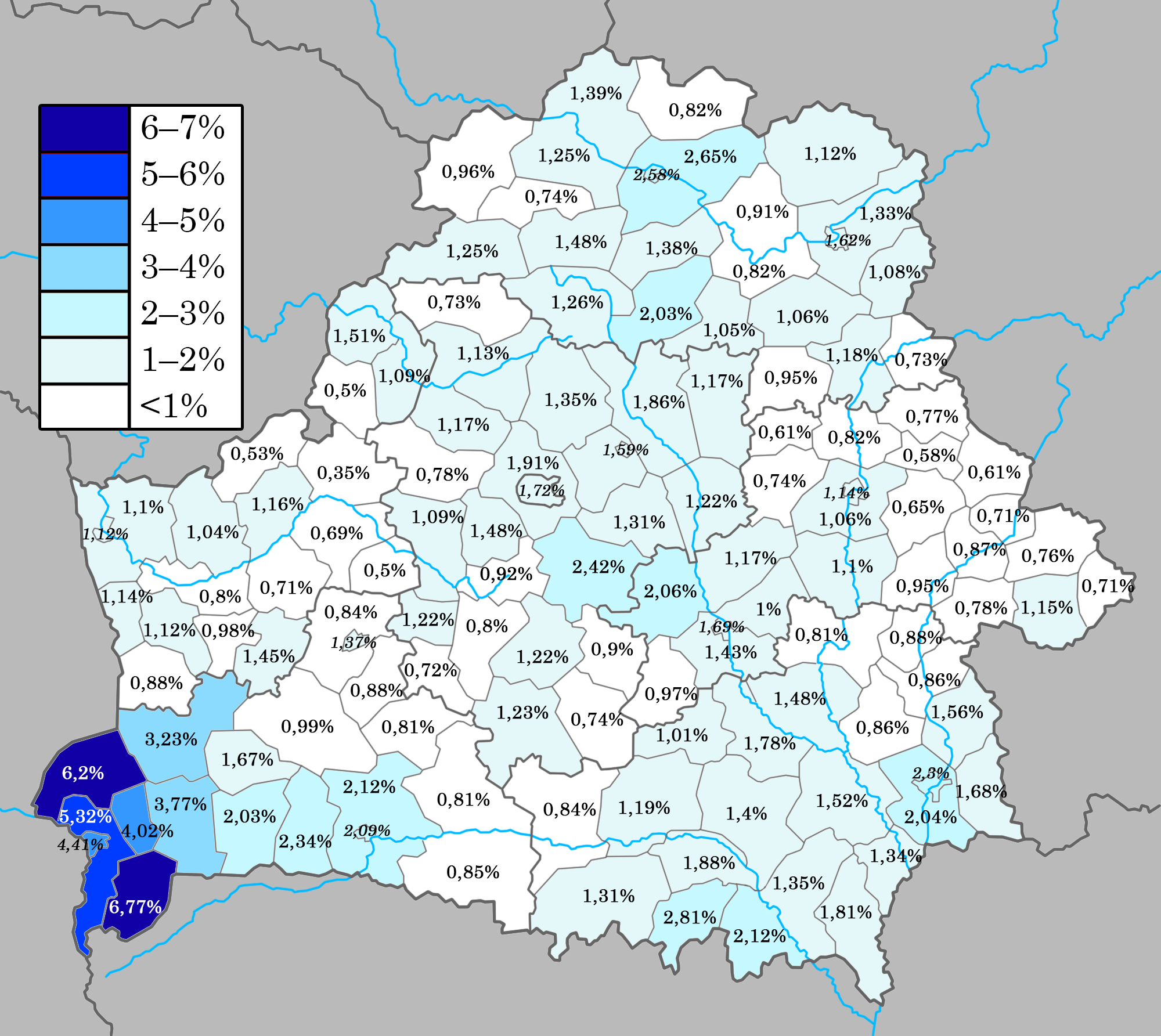
Розселення українців, 2019 рік

Протягом білоруської історії склалося так, що основним населенням сільської місцевості були білоруси, у містах і містечках — євреї, на північно-заході країни численні поляки, а на сході — росіяни, в тому числі старообрядці. Численний дворянський стан — шляхта — була сильно полонізована. На даний час у містах і селах — строкатий етнічний склад, хоча більшість населення (більше 80 %) належить до титульної нації. Тоді як у радянський період частка білорусів у населенні республіки скорочувалася (з 81,1 % у 1959 до 77,9 % у 1989), а частка росіян і українців зростала (з 8,2 % у 1959 до 13,2 % у 1989 у росіян і з 1,7 % до 2,9 % в українців), то в період незалежності країни частка білорусів постійно зростала, досягнувши 83,7 % в 2009 р., а росіян і українців танула (до 8,3 % і 1, 7 % відповідно). Частка поляків і євреїв в післявоєнний період постійно скорочувалася (з 6,7 % у 1959 до 3,1 % в 2009 у поляків, з 1,9 % до 0,1 % у євреїв). Якщо скорочення частки євреїв пояснюється негативним сальдо зовнішньої міграції і асиміляцією, то основними причинами скорочення частки поляків, росіян і українців слід вважати зміну етнічної самоідентифікації на користь в першу чергу білорусів.
Історична динаміка етнічної картини (у %) населення Білорусі
| Національність                 | 1959    | 1970    | 1979    | 1989     | 1999     | 2009    | 2019    |
| ------------------------------ | ------- | ------- | ------- | -------- | -------- | ------- | ------- |
| Населення Білорусі (тис. осіб) | 8 055,7 | 9 002,3 | 9 532,5 | 10 151,8 | 10 045,2 | 9 503,8 | 9 413,4 |
| Білоруси                       | 81,1    | 81,0    | 79,4    | 77,9     | 81,2     | 83,7    | 84,9    |
| Росіяни                        | 8,2     | 10,4    | 11,9    | 13,2     | 11,4     | 8,3     | 7,5     |
| Поляки                         | 6,7     | 4,3     | 4,2     | 4,1      | 3,9      | 3,1     | 3,1     |
| Українці                       | 1,7     | 2,1     | 2,4     | 2,9      | 2,4      | 1,7     | 1,7     |
| Євреї                          | 1,9     | 1,6     | 1,4     | 1,1      | 0,3      | 0,1     | 0,2     |
| Вірмени                        | 0,02    | 0,03    | 0,03    | 0,05     | 0,1      | 0,1     | 0,1     |
| Татари                         | 0,11    | 0,11    | 0,11    | 0,12     | 0,1      | 0,1     | 0,1     |
| Цигани                         | 0,06    | 0,08    | 0,09    | 0,11     | 0,1      | 0,1     | 0,1     |
| Литовці                        | 0,1     | 0,09    | 0,07    | 0,07     | 0,06     | 0,1     | 0,1     |
| Інші                           | 0,2     | 0,3     | 0,3     | 0,5      | 0,5      | 2,6     | 2,2     |

## Мови
| Мови Білорусі (2009 рік) | Мови Білорусі (2009 рік) | Мови Білорусі (2009 рік) | Мови Білорусі (2009 рік) | Мови Білорусі (2009 рік) |
| ------------------------ | ------------------------ | ------------------------ | ------------------------ | ------------------------ |
| Мова:                    |                          |                          | Відсоток:                |                          |
| російська                | російська                |                          | 70.2%                    | 70.2%                    |
| білоруська               | білоруська               |                          | 23.4%                    | 23.4%                    |
| польська                 | польська                 |                          | 2.0%                     | 2.0%                     |
| українська               | українська               |                          | 1.1%                     | 1.1%                     |
| інші                     | інші                     |                          | 3.3%                     | 3.3%                     |

Офіційні мови: російська — розмовляє 70,2 % населення країни, білоруська — 23,4 %. Інші поширені мови: польська і українська — 3,1 %, інші — 3,3 % (оцінка 2009 року). Білорусь не є членом Ради Європи, тому вона не підписувала Європейську хартію регіональних мов.

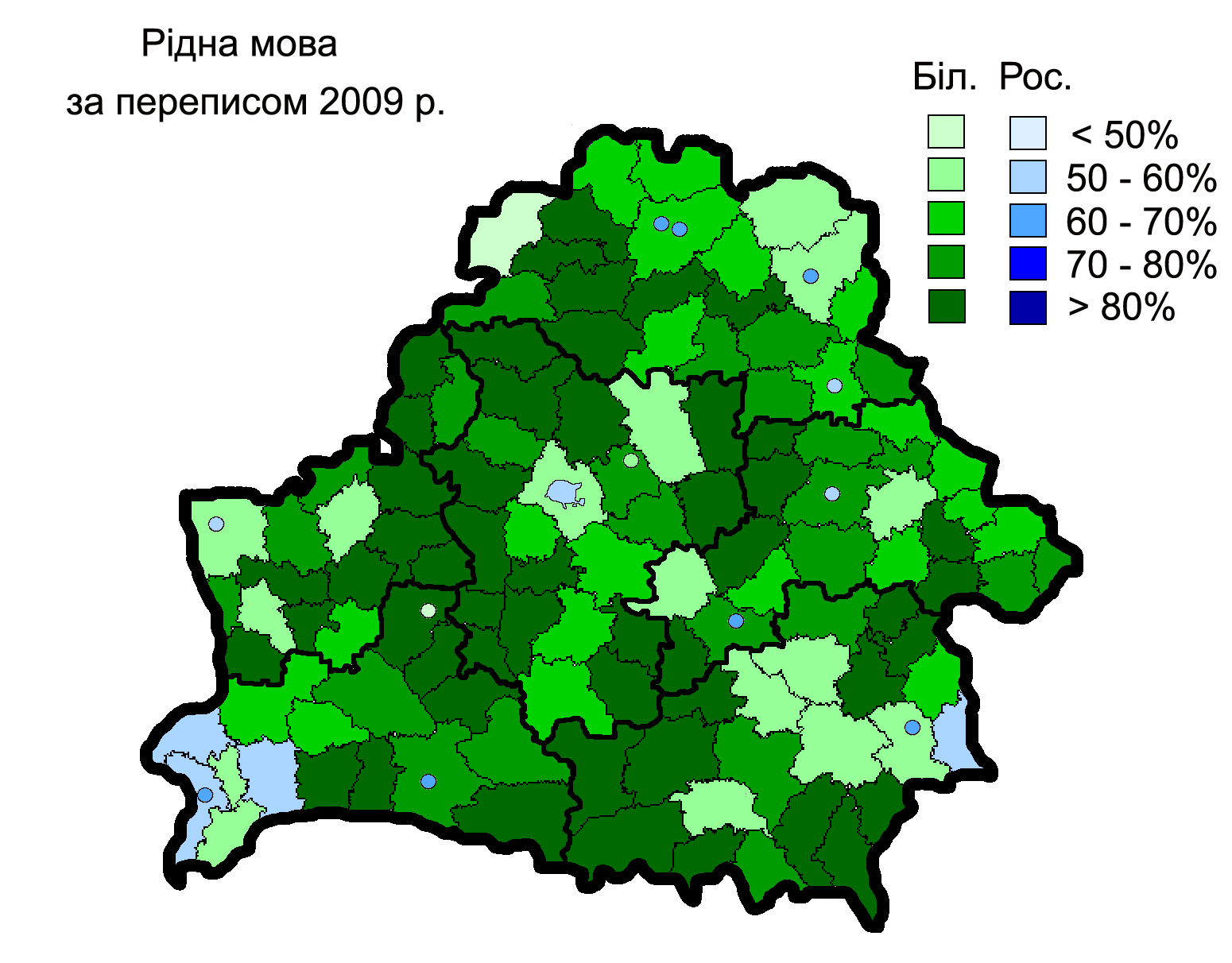
Населення Білорусі за рідною мовою, 2009 рік
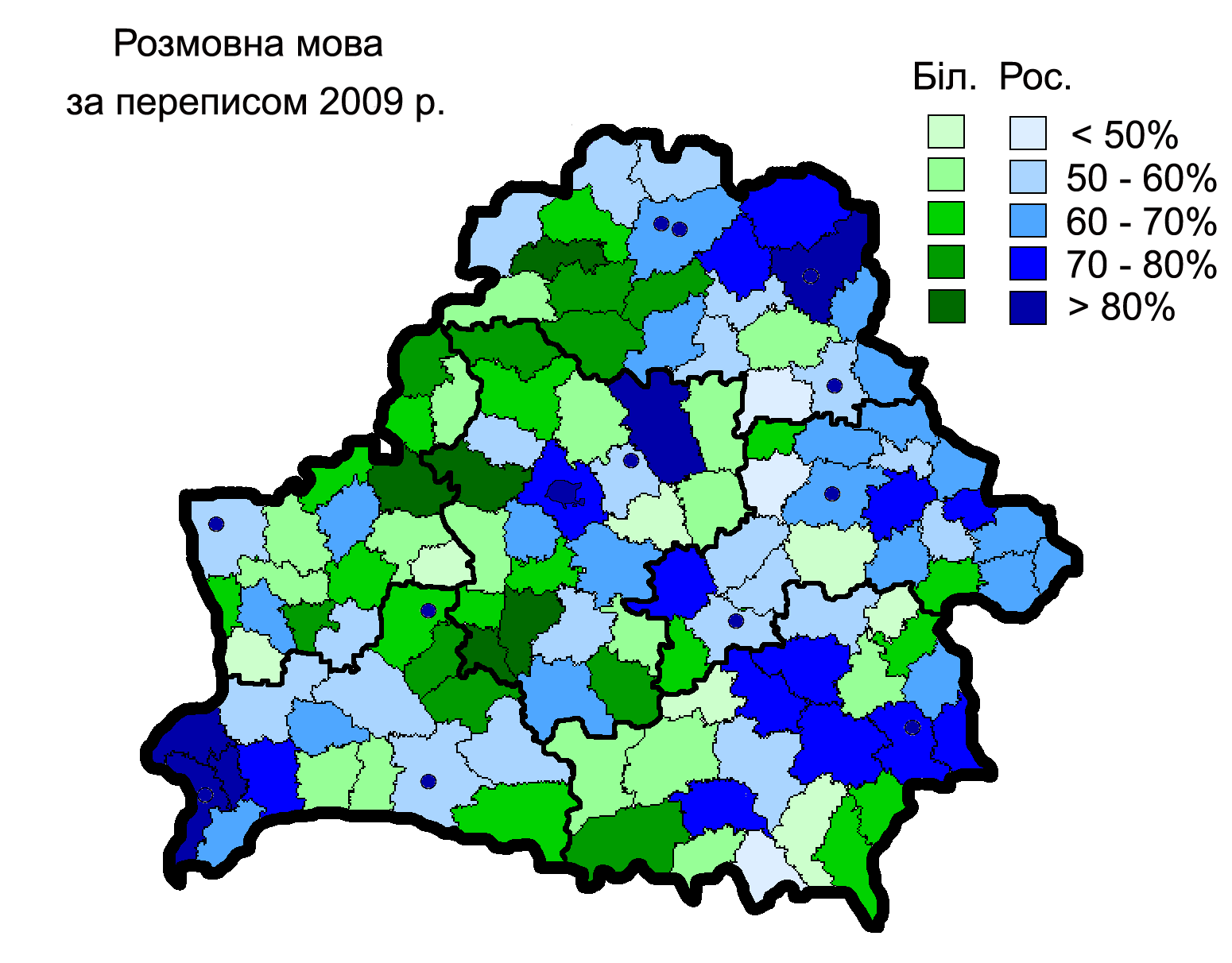
Населення Білорусі за розмовною мовою, 2009 рік

Розподіл населення Білорус за рідною мовою
| Регіон       | Білоруська | Російська | Українська | Польська |
| ------------ | ---------- | --------- | ---------- | -------- |
| Берестейська | 53,7 %     | 42,6 %    | 1,2 %      | <0,1 %   |
| Вітебська    | 52,6 %     | 44,2 %    | 0,3 %      | 0,1 %    |
| Гомельська   | 54,6 %     | 41,8 %    | 0,6 %      | <0,1 %   |
| Гродненська  | 59,2 %     | 36,1 %    | 0,3 %      | 1,2 %    |
| Мінськ       | 35,2 %     | 52,6 %    | 0,4 %      | <0,1 %   |
| Мінська      | 69,4 %     | 27,5 %    | 0,4 %      | <0,1 %   |
| Могильовська | 55,1 %     | 41,9 %    | 0,3 %      | <0,1 %   |
| Білорусь     | 53,2 %     | 41,5 %    | 0,5 %      | 0,2 %    |

Розподіл населення Білорус за основною розмовною мовою
| Регіон       | Білоруська | Російська |
| ------------ | ---------- | --------- |
| Берестейська | 26,7 %     | 70,1 %    |
| Вітебська    | 22,4 %     | 73,2 %    |
| Гомельська   | 22,7 %     | 72,0 %    |
| Гродненська  | 35,1 %     | 56,5 %    |
| Мінськ       | 5,8 %      | 82,1 %    |
| Мінська      | 38,9 %     | 56,0 %    |
| Могильовська | 19,6 %     | 76,5 %    |
| Білорусь     | 23,4 %     | 70,2 %    |

### Білоруська мова
За даними перепису населення 2009 року, більшість населення — 5058,4 тис. (53,2 %) вказали рідною мовою білоруську, це більш ніж на 20 % менше, ніж під час перепису 1999 року, коли білоруську мову вказали рідною 73,6 %. Російську мову вказали рідною 41,5 % населення, що майже вдвічі більше, ніж у 1999 році (24,1 %). Серед міського населення білоруську назвали рідною 44,1 % населення, російську — 49,8 %. Серед сільського населення — 79,7 % та 17,7 % відповідно.
Частка населення, яке вказало, що спілкується білоруською мовою вдома за переписом 2009 року

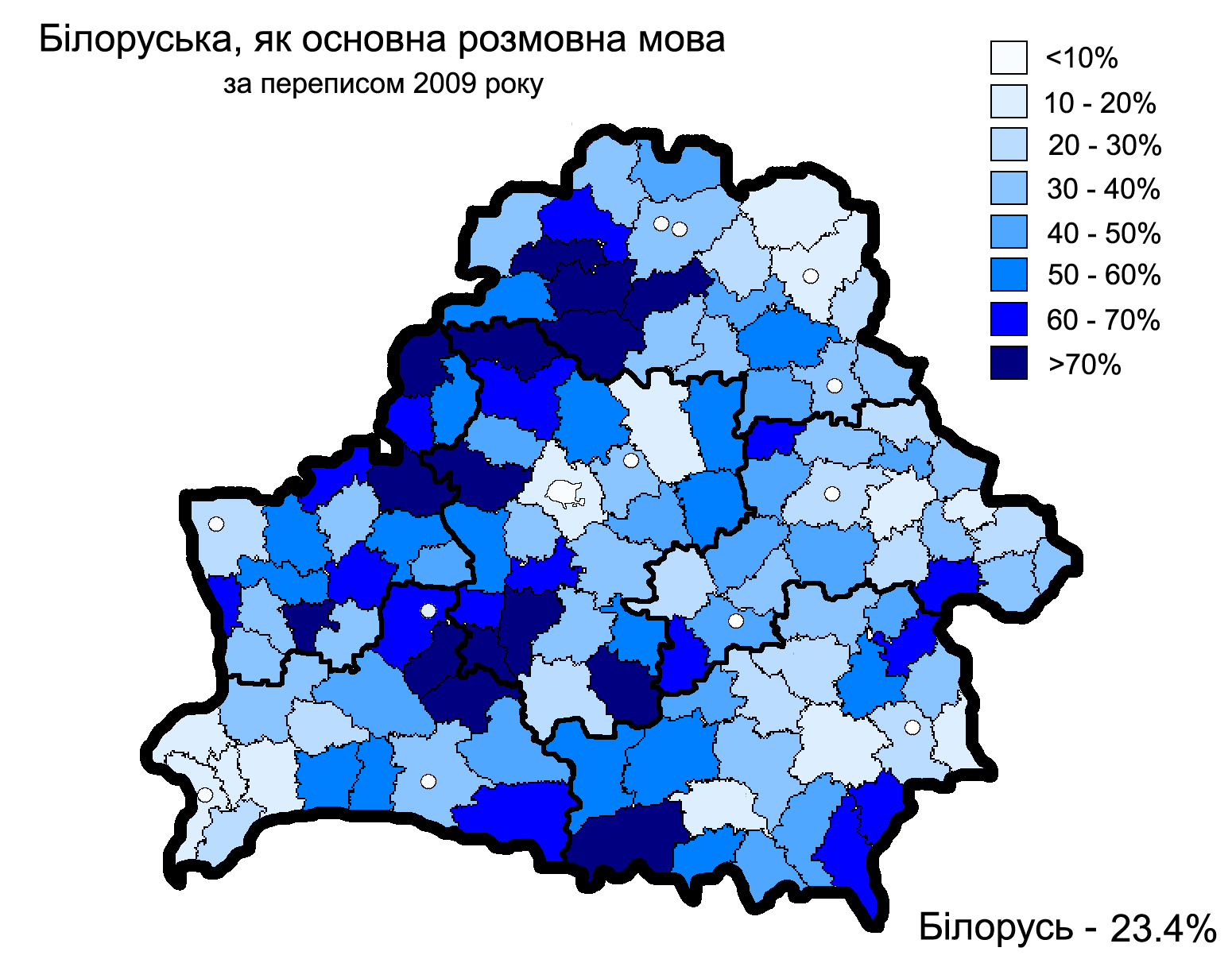
Все населення
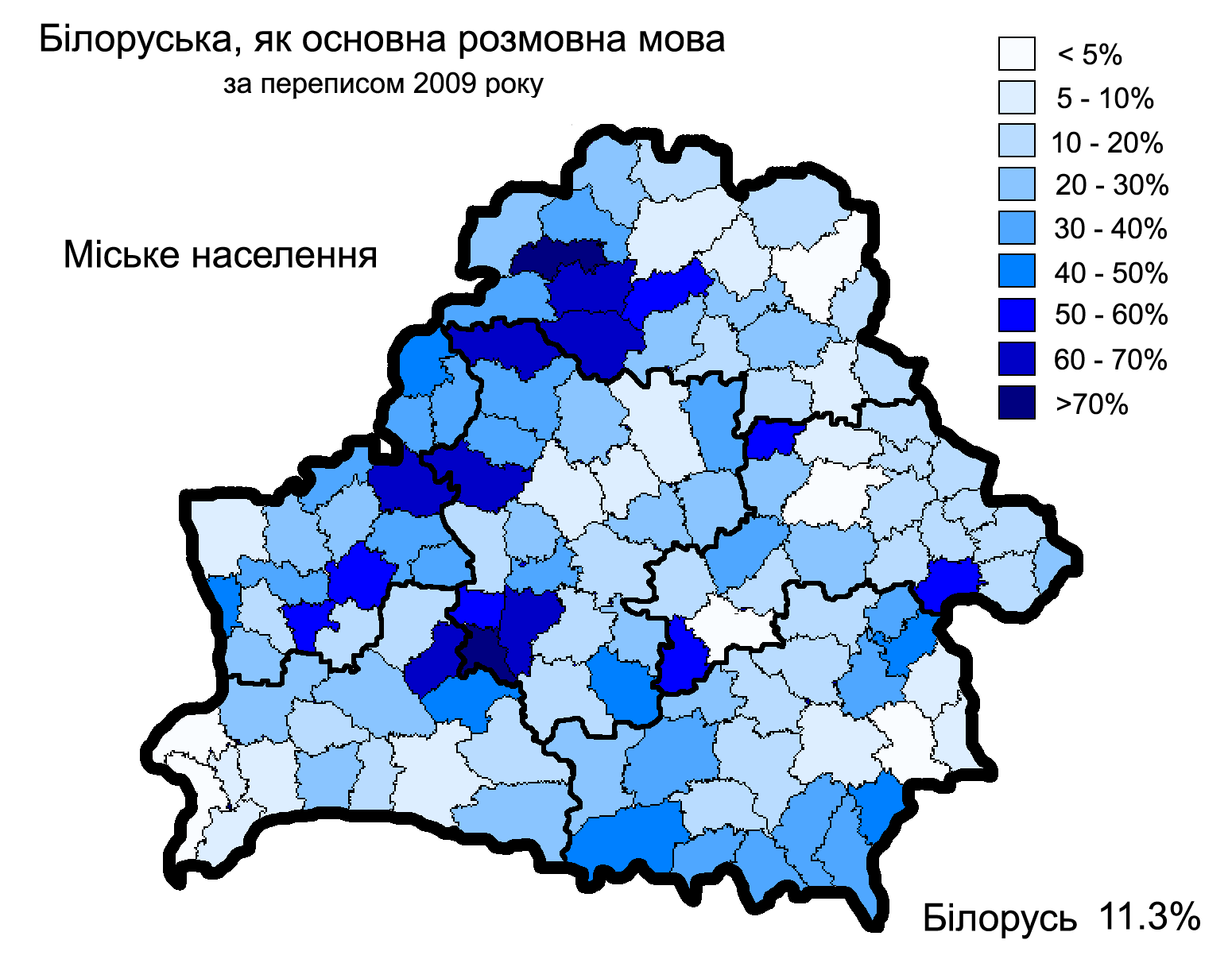
Міське населення
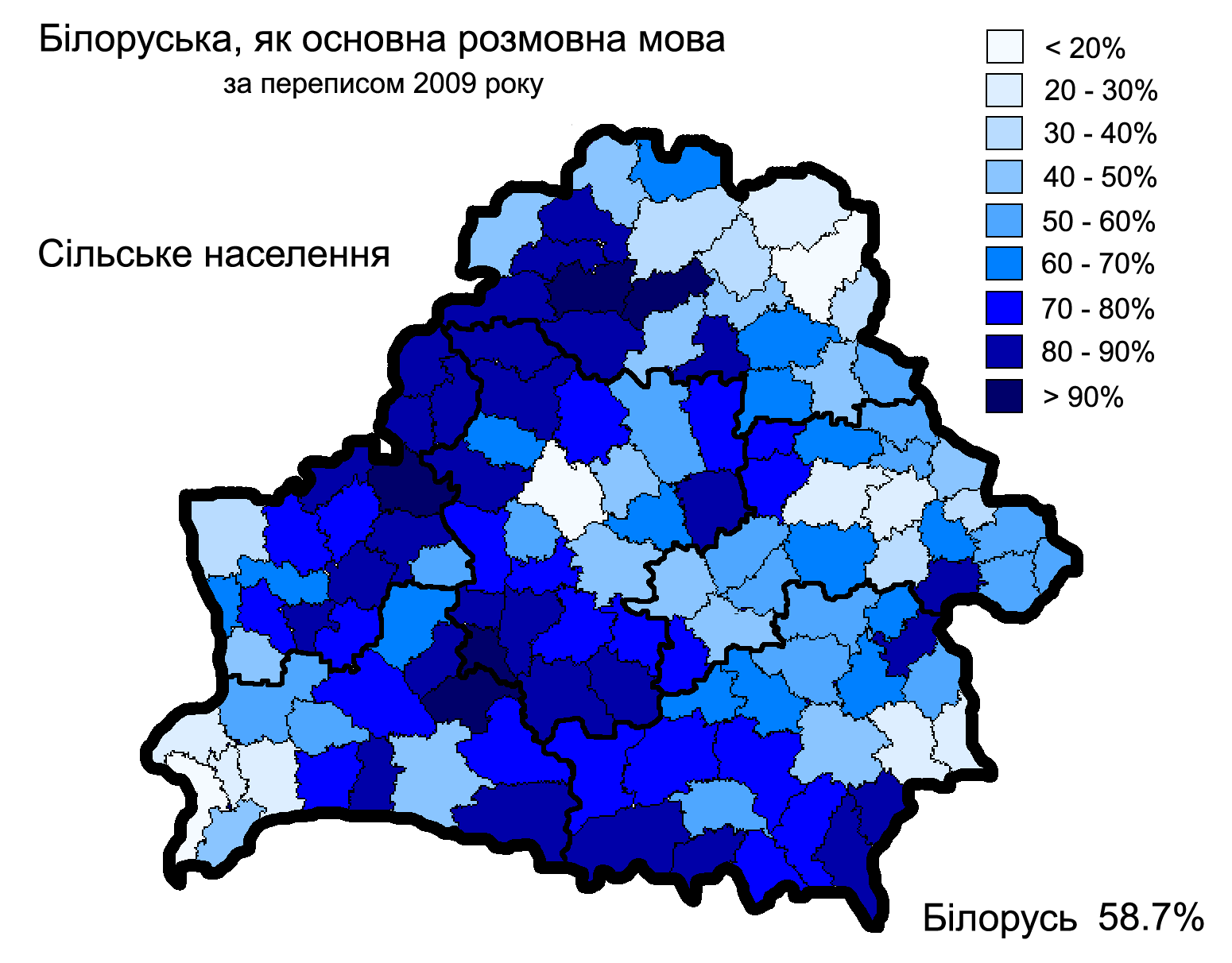
Сільське населення

### Російська мова
Більшість населення (70,2 %) вказали російську, як мову, якою вони розмовляють вдома. Це на 7,4 % більше, ніж під час минулого перепису. Кількість людей, які вказали основною розмовною мовою білоруську скоротилось з 36,7 % у 1999 до 23,4 % 2010 року. Серед міського населення російську, як основну розмовну мову, назвали 81,9 % населення і білоруську — 11,3 %. Серед сільського населення більшість назвала основною розмовною мовою білоруську — 58,7 % та російську — 36,2 %.
Частка населення, яке вказало, що спілкується російською мовою вдома за переписом 2009 року

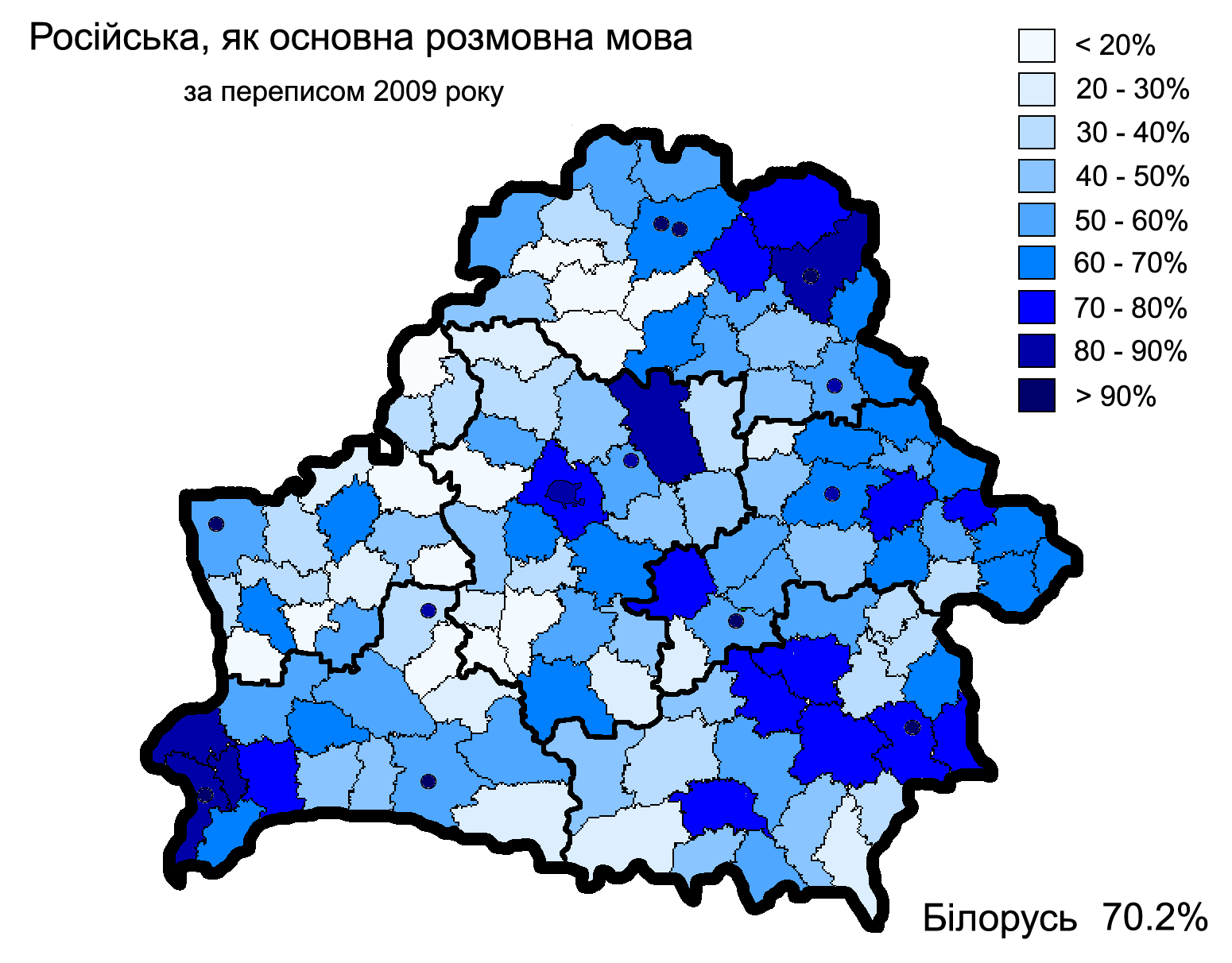
Все населення
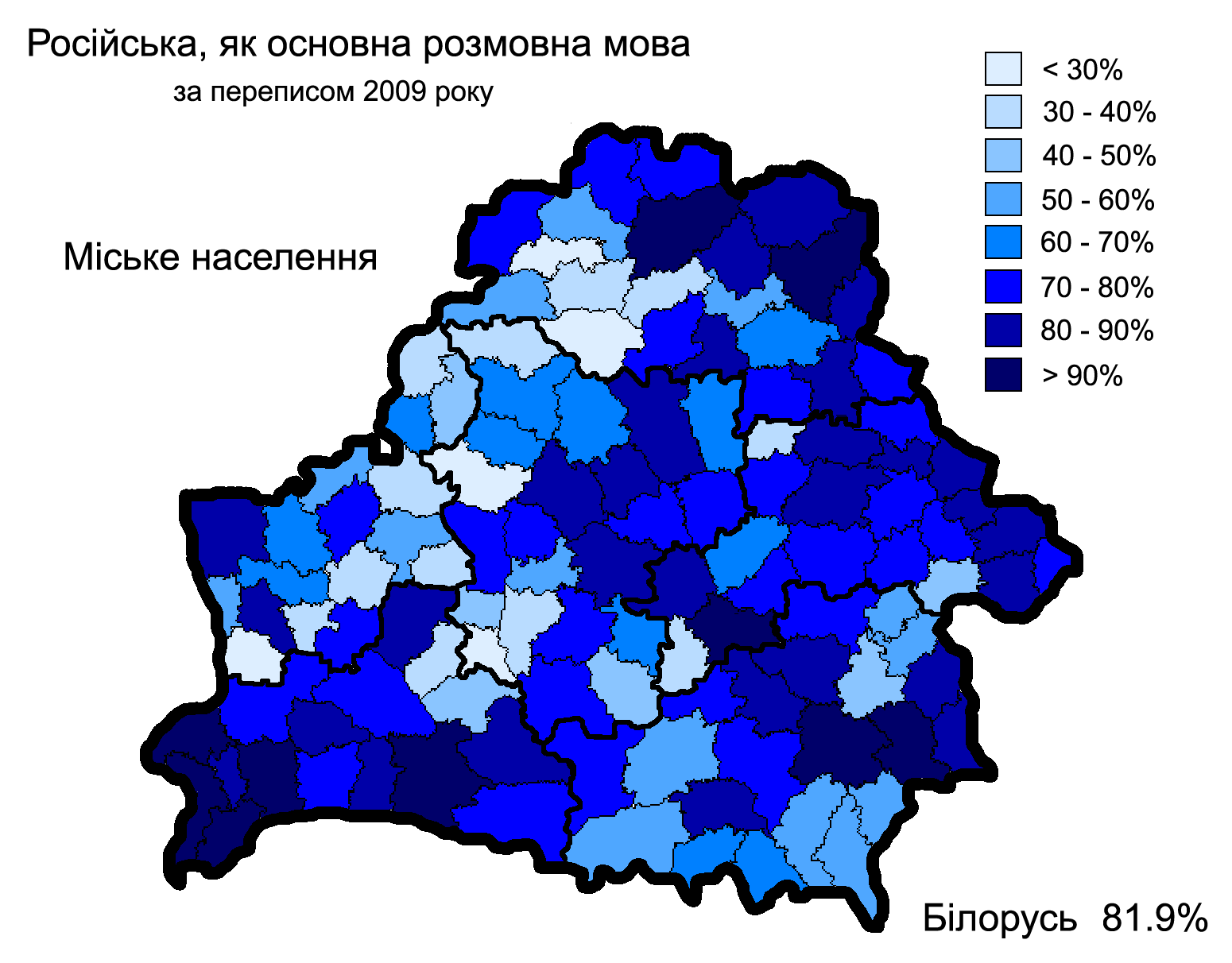
Міське населення
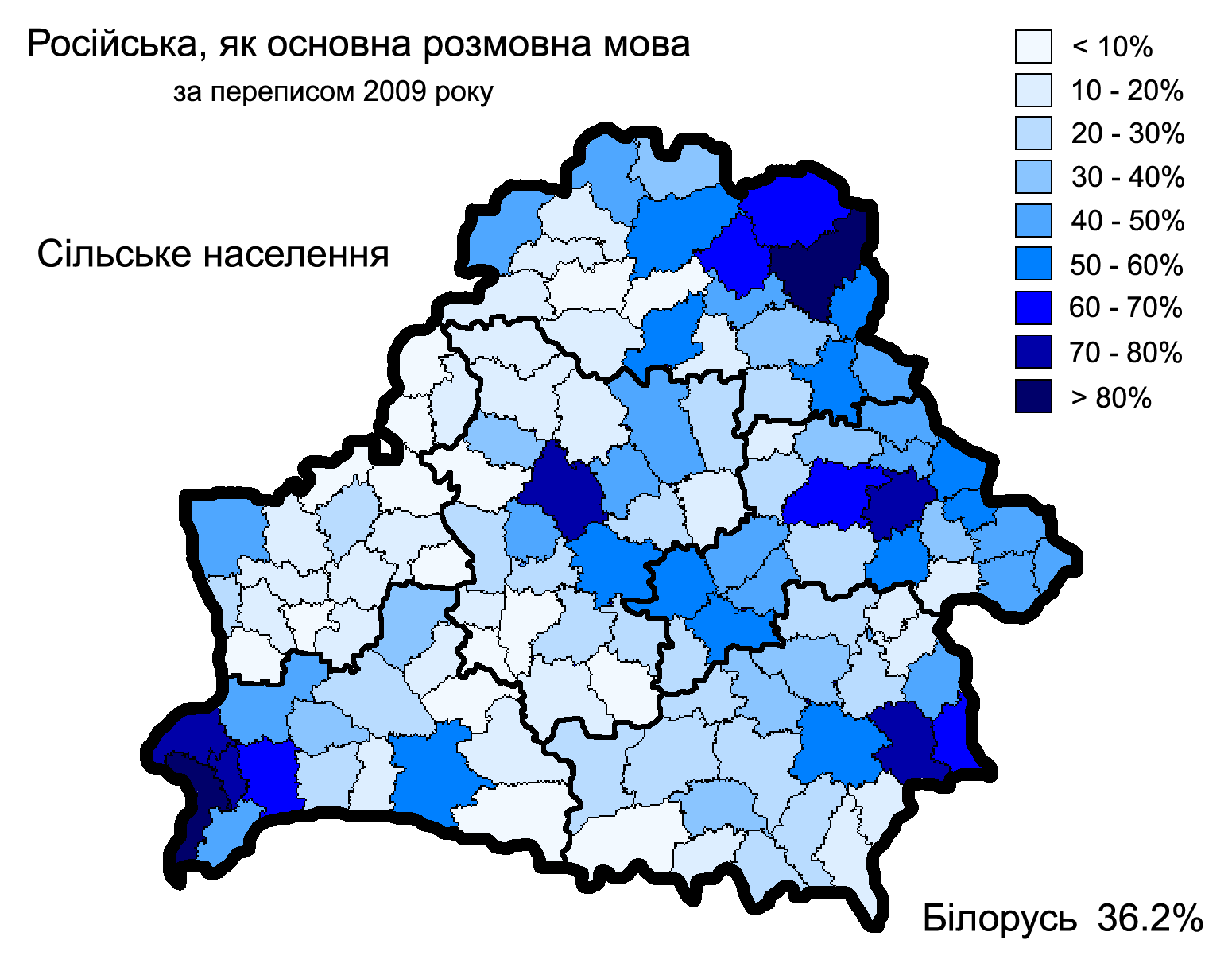
Сільське населення

## Релігії
| Релігії в Білорусі (2011 рік) | Релігії в Білорусі (2011 рік) | Релігії в Білорусі (2011 рік) | Релігії в Білорусі (2011 рік) | Релігії в Білорусі (2011 рік) |
| ----------------------------- | ----------------------------- | ----------------------------- | ----------------------------- | ----------------------------- |
| Віросповідання:               |                               |                               | Відсоток:                     |                               |
| православні                   | православні                   |                               | 48.3%                         | 48.3%                         |
| католики                      | католики                      |                               | 7.1%                          | 7.1%                          |
| інші                          | інші                          |                               | 3.5%                          | 3.5%                          |
| атеїсти                       | атеїсти                       |                               | 41.1%                         | 41.1%                         |

Головні релігії й вірування, які сповідує, і конфесії та церковні організації, до яких відносить себе населення країни: православ'я — 48,3 %, католицтво — 7,1 %, інші — 3,5 %, атеїсти — 41,1 % (станом на 2011 рік). Чисельність католиків у Білорусі, згідно з власною церковною статистикою Католицької церкви, зростає і становить (станом на 1 березня 2009 року) 1,4 млн осіб (14,8 % всього населення країни), за даними на 2002 рік число католиків становило всього 1,2 млн або 12 % населення. Католицька церква активно діє як у західних областях країни, де історично переважають католики, так і на сході країни, де історично переважають православні. Поляки і литовці у своїй переважній більшості є католиками, а іншу частину католиків становлять в основному етнічні білоруси (більшість яких традиційно дотримуються до православ'я). З урахуванням того, що чисельність поляків і литовців скорочується (близько 400 тис. 2002 року і 300 тис. осіб 2009 року), чисельність католиків-білорусів зросла у період 2002—2009 років з 800 тис. до 1,1 млн, а частка католиків серед етнічних білорусів — з 10 % до 14 %.

## Освіта
Рівень письменності 2015 року становив 99,7 % дорослого населення (віком від 15 років): 99,8 % — серед чоловіків, 99,7 % — серед жінок. Станом на жовтень 2009 року, з 8 568 817 громадян Білорусі у віці 10 років і старше мали вищу освіту 1 530 561 особа, середню спеціальну — 2 190 357, професійно-технічну — 898 054, загальну середню — 1 914 055, загальну базову — 789 673, загальну початкову — 954 076. Міське населення має більш високий рівень освіти. Вищу освіту мають 21,1 % міських жителів (у Мінську — 29,7 %) і лише 8,5 % сільських жителів. Натомість серед сільського населення значно вищою є частка осіб з загальною початковою освітою (20,1 % проти 8,0 % серед міського населення) та загальною базовою освітою (14,2 % серед сільського населення і 7,5 % серед міського населення).

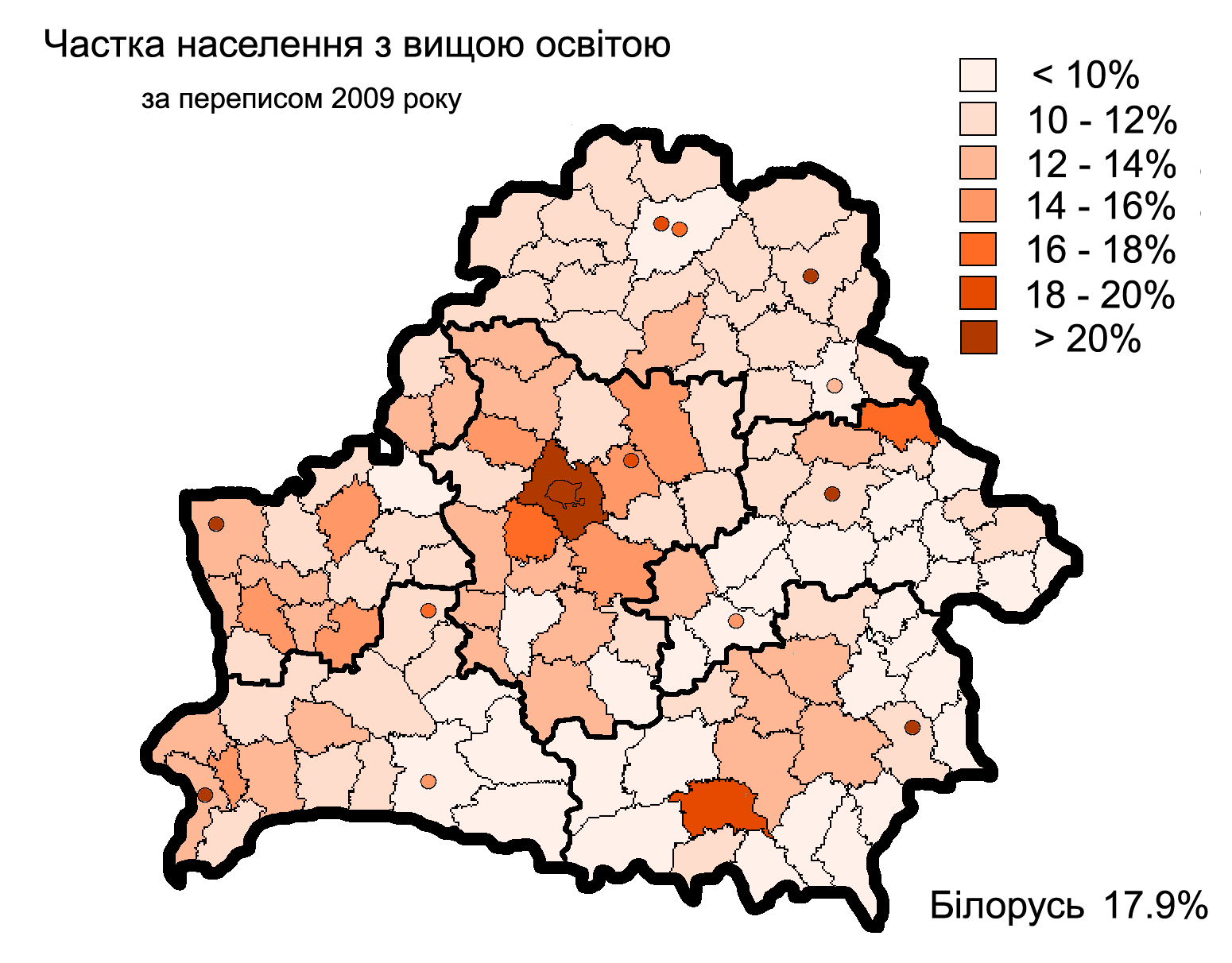
Частка населення Білорусі у віці від 10 років із вищою освітою, 2009 рік
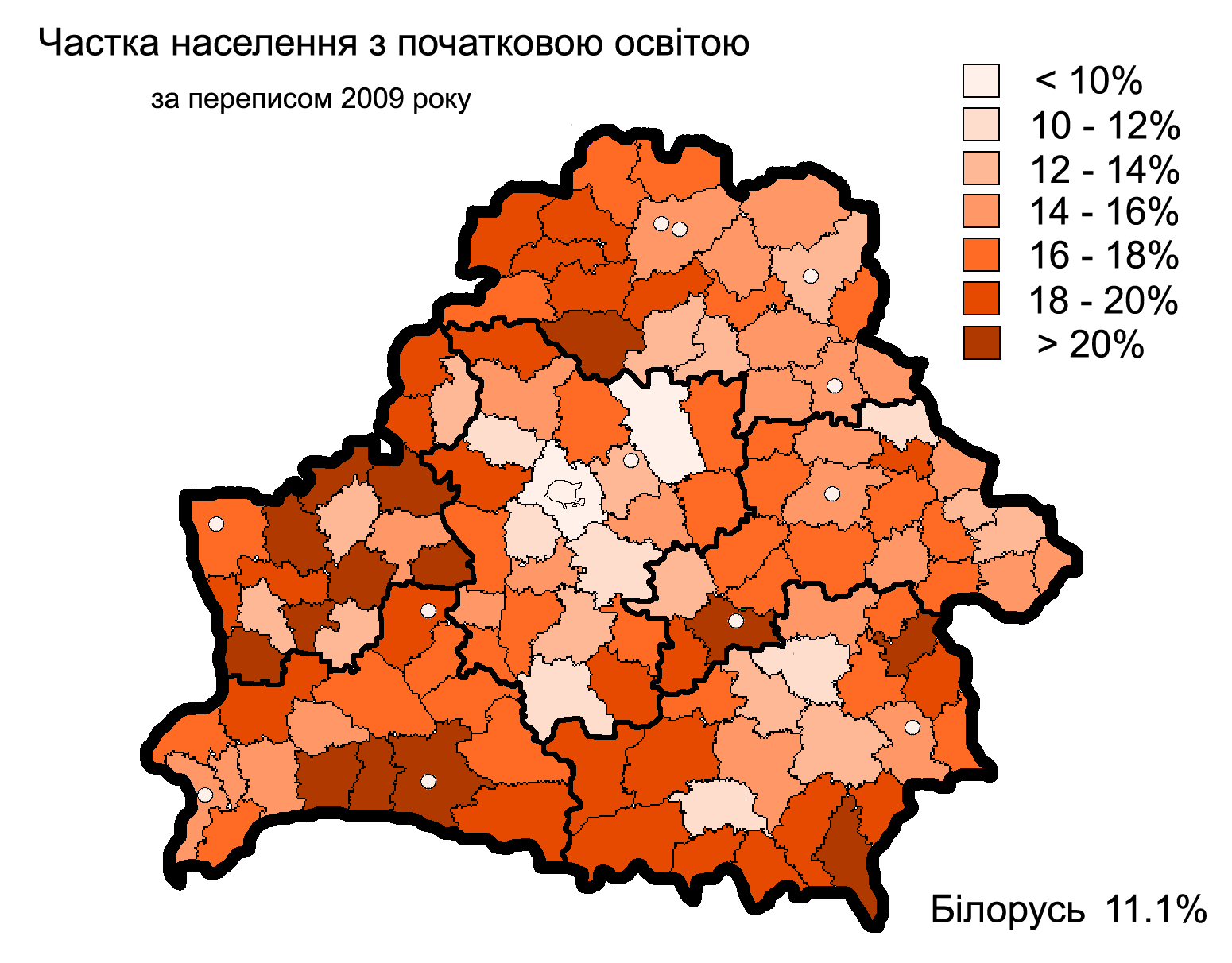
Частка населення Білорусі у віці від 10 років із загальною початковою освітою, 2009 рік

Державні витрати на освіту становлять 5 % ВВП країни, станом на 2014 рік (71-ше місце у світі). Середня тривалість освіти становить 16 років, для хлопців — до 15 років, для дівчат — до 16 років (станом на 2014 рік).
Відсоток осіб за типом освіти по областях Білорусі, 2009 рік
| Регіон       | Вища освіта | Середня спеціальна | Професійно- технічна | Загальна середня | Базова середня | Початкова |
| ------------ | ----------- | ------------------ | -------------------- | ---------------- | -------------- | --------- |
| Берестейська | 15,1 %      | 25,3 %             | 10,1 %               | 24,0 %           | 9,6 %          | 13,4 %    |
| Вітебська    | 15,2 %      | 27,0 %             | 12,3 %               | 20,9 %           | 10,5 %         | 11,5 %    |
| Гомельська   | 15,1 %      | 25,5 %             | 11,8 %               | 23,4 %           | 9,9 %          | 12,0 %    |
| Гродненська  | 15,8 %      | 28,1 %             | 9,5 %                | 20,6 %           | 9,8 %          | 13,6 %    |
| Мінськ       | 29,7 %      | 22,6 %             | 6,7 %                | 22,0 %           | 5,5 %          | 5,8 %     |
| Мінська      | 14,3 %      | 25,1 %             | 11,8 %               | 23,4 %           | 10,6 %         | 12,6 %    |
| Могильовська | 14,7 %      | 27,3 %             | 12,8 %               | 21,2 %           | 10,3 %         | 11,4 %    |

## Охорона здоров'я
Забезпеченість лікарями в країні на рівні 3,93 лікаря на 1000 мешканців (станом на 2013 рік). Забезпеченість лікарняними ліжками в стаціонарах — 11,3 ліжка на 1000 мешканців (станом на 2011 рік). Загальні витрати на охорону здоров'я 2014 року становили 5,7 % ВВП країни (143-тє місце у світі).
Смертність немовлят до 1 року, станом на 2015 рік, становила 3,62 ‰ (202-ге місце у світі); хлопчиків — 4,04 ‰, дівчаток — 3,17 ‰. Смертність дітей у віці до 1 року зменшилася з 5,7 випадків на 1000 народжених у першому кварталі 2007 року до 4 за аналогічний період 2008. Рівень материнської смертності 2015 року становив 4 випадків на 100 тис. народжень (181-ше місце у світі). 2008 року неповнолітні матері народили 1383 дитини.
Білорусь входить до складу ряду міжнародних організацій: Міжнародного руху (ICRM) і Міжнародної федерації товариств Червоного Хреста і Червоного Півмісяця (IFRCS), Дитячого фонду ООН (UNISEF), Всесвітньої організації охорони здоров'я (WHO).

### Захворювання
2014 року було зареєстровано 29,4 тис. хворих на СНІД (72-ге місце у світі), це 0,52 % населення в репродуктивному віці 15-49 років (67-ме місце у світі). Смертність 2014 року від цієї хвороби становила 1,0 тис. осіб (67-ме місце у світі).
Частка дорослого населення з високим індексом маси тіла 2014 року становила 25,2 % (65-те місце у світі); частка дітей віком до 5 років зі зниженою масою тіла становила 1,3 % (оцінка на 2005 рік). Ця статистика показує як власне стан харчування, так і наявну/гіпотетичну поширеність різних захворювань.

### Санітарія
Доступ до облаштованих джерел питної води 2015 року мало 99,9 % населення в містах і 99,1 % в сільській місцевості; загалом 99,7 % населення країни. Відсоток забезпеченості населення доступом до облаштованого водовідведення (каналізація, септик): в містах — 94,1 %, в сільській місцевості — 95,2 %, загалом по країні — 94,3 % (станом на 2015 рік). Споживання прісної води, станом на 2009 рік, дорівнює 4,34 км³ на рік, або 435,4 тонни на одного мешканця на рік: з яких 32 % припадає на побутові, 65 % — на промислові, 3 % — на сільськогосподарські потреби.

## Соціально-економічне положення
Співвідношення осіб, що в економічному плані залежать від інших, до осіб працездатного віку (15-64 роки) загалом становить 43 % (станом на 2015 рік): частка дітей — 23 %; частка осіб похилого віку — 20 %, або 5 потенційно працездатних на 1 пенсіонера. Загалом дані показники характеризують рівень затребуваності державної допомоги в секторах освіти, охорони здоров'я і пенсійного забезпечення, відповідно. За межею бідності 2012 року перебувало 6,3 % населення країни. Розподіл доходів домогосподарств в країні виглядає таким чином: нижній дециль — 3,8 %, верхній дециль — 21,9 % (станом на 2008 рік).
Станом на 2016 рік, уся країна була електрифікована, усе населення країни мало доступ до електромереж. Рівень проникнення інтернет-технологій високий. Станом на липень 2015 року в країні налічувалось 5,968 млн унікальних інтернет-користувачів (66-те місце у світі), що становило 62,2 % загальної кількості населення країни.

### Трудові ресурси
Загальні трудові ресурси 2013 року становили 4,546 млн осіб (89-те місце у світі). Зайнятість економічно активного населення у господарстві країни розподіляється таким чином: аграрне, лісове і рибне господарства — 9,3 %; промисловість і будівництво — 32,7 %; сфера послуг — 58 % (станом на 2014 рік). 54,21 тис. дітей у віці від 5 до 14 років (5 % загальної кількості) 2005 року були залучені до дитячої праці. Безробіття 2014 року дорівнювало 0,7 % працездатного населення, 2013 року — 0,5 % (3-тє місце у світі); серед молоді у віці 15-24 років ця частка становила 12,5 %, серед юнаків — 12,4 %, серед дівчат — 12,6 % (88-ме місце у світі). Офіційна статистика відображає лише офіційно зареєстрованих безробітних, реальний рівень зайнятості набагато нижчий.

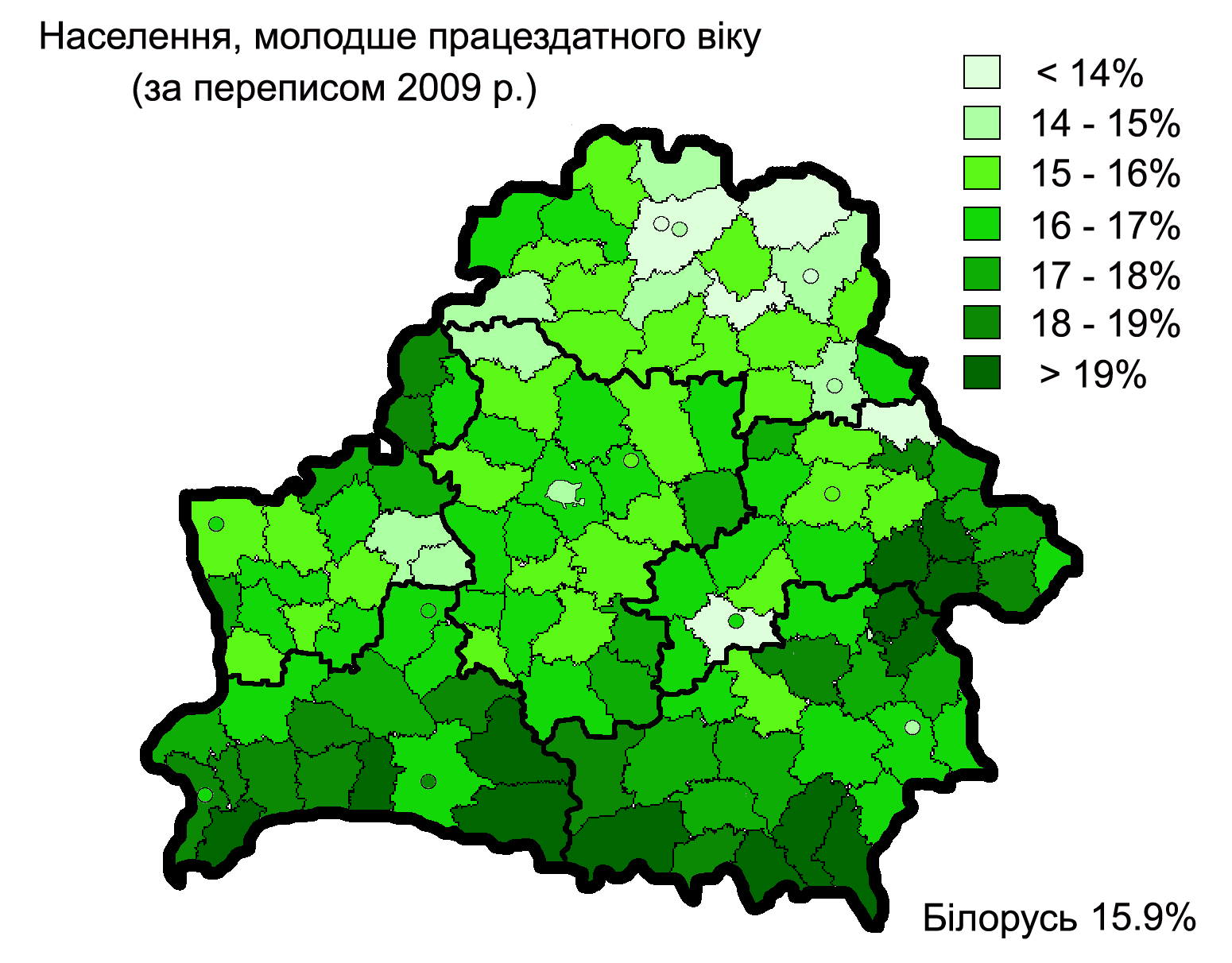
Частка населення, молодше працездатного віку, 2009 рік
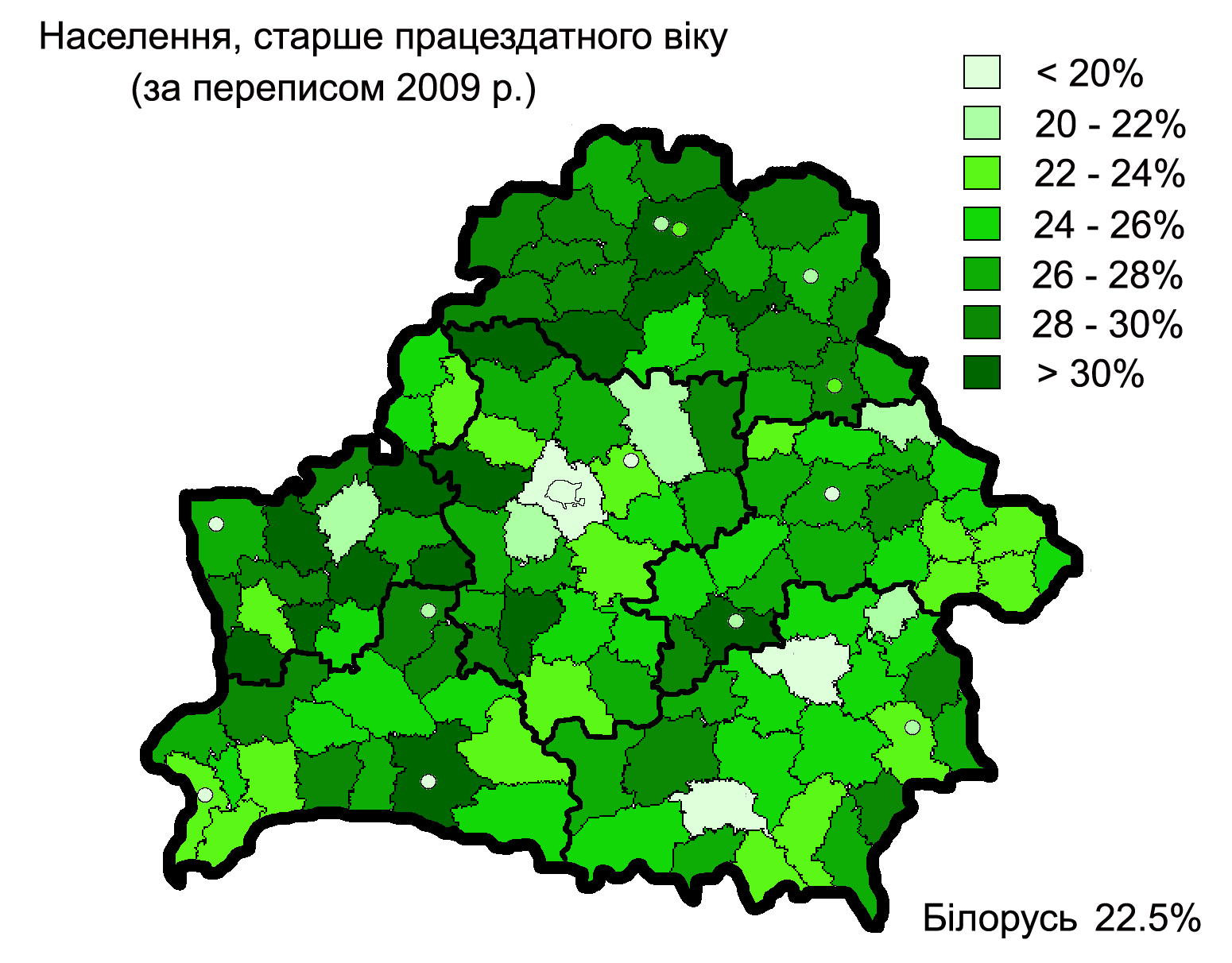
Частка населення, старше працездатного віку, 2009 рік

## Кримінал

### Наркотики

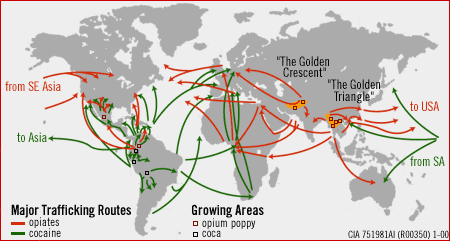
Світові маршрути наркотрафіку

Обмежене вирощування опійного маку й марихуани, переважно для внутрішнього ринку; перевалочний пункт для наркотиків, що прямують до Російської Федерації й Західної Європи. Законодавство з боротьби з відмиванням грошей не відповідає міжнародним стандартам, спроби його поліпшення в плані ідентифікації походження фінансів, були згорнуті 2008 року (оцінка ситуації 2008 року).

### Торгівля людьми
Згідно зі щорічною доповіддю про торгівлю людьми (англ. Trafficking in Persons Report) Управління з моніторингу та боротьби з торгівлею людьми Державного департаменту США, уряд Білорусі докладає значних зусиль в боротьбі з явищем примусової праці, сексуальної експлуатації, незаконною торгівлею внутрішніми органами, але не в повній мірі, країна знаходиться у списку спостереження другого рівня.

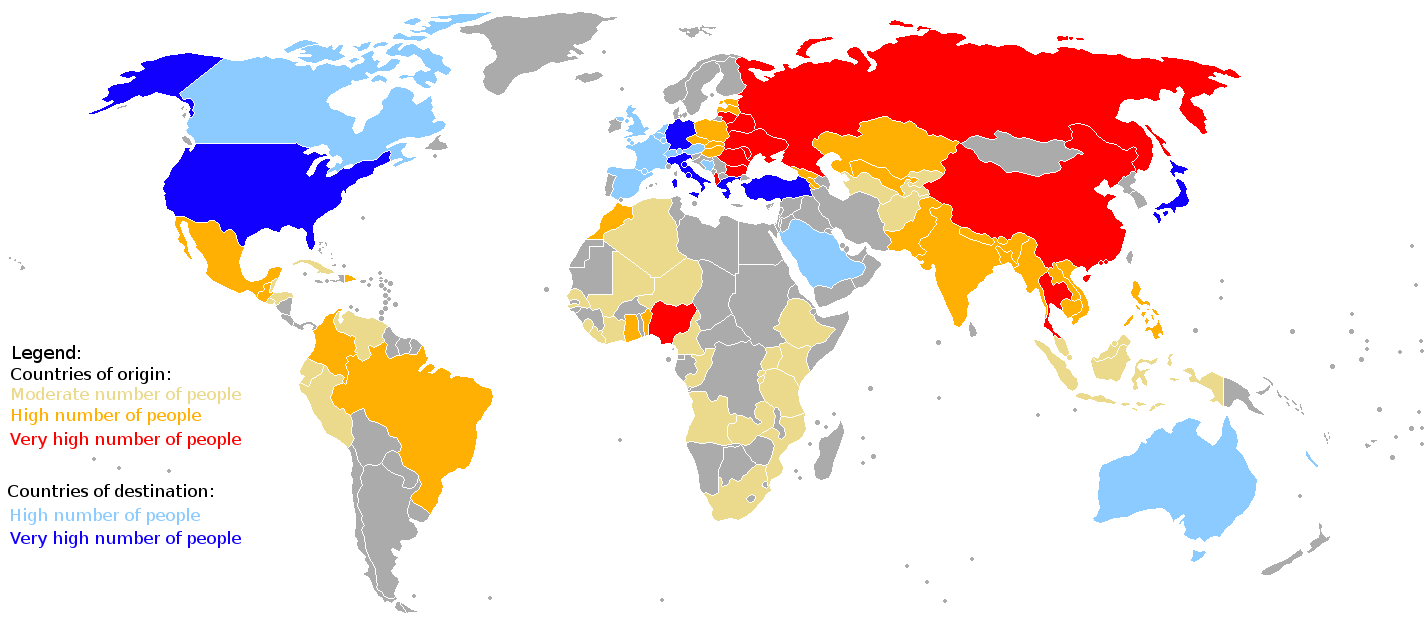
Країни-донори (червоний) і країни-реципієнти кримінальних потоків  (англ.)
Глобальна боротьба з торгівлею людьми (англ.)

## Гендерний стан
Статеве співвідношення (оцінка 2015 року):
- при народженні — 1,06 особи чоловічої статі на 1 особу жіночої;
- у віці до 14 років — 1,06 особи чоловічої статі на 1 особу жіночої;
- у віці 15-24 років — 1,06 особи чоловічої статі на 1 особу жіночої;
- у віці 25-54 років — 0,96 особи чоловічої статі на 1 особу жіночої;
- у віці 55-64 років — 0,79 особи чоловічої статі на 1 особу жіночої;
- у віці старше за 64 роки — 0,46 особи чоловічої статі на 1 особу жіночої;
- загалом — 0,87 особи чоловічої статі на 1 особу жіночої[1].

## Демографічні дослідження
Демографічні дослідження в країні ведуться рядом державних і наукових установ:
- Національний статистичний комітет Республіки Білорусь.

### Українською
- Атлас. 10-11 клас. Економічна і соціальна географія світу / упорядники :  О. Я. Скуратович, Н. І. Чанцева. — К. : ДНВП «Картографія», 2010. — ISBN 978-966-475-639-3.
- Атлас світу / голов. ред. І. С. Руденко ; зав. ред. В. В. Радченко ; відп. ред. О. В. Вакуленко. — К. : ДНВП «Картографія», 2005. — 336 с. — ISBN 9666315467.
- Безуглий В. В. Економічна і соціальна географія зарубіжних країн : Навчальний посібник. — К. : ВЦ «Академія», 2007. — 704 с. — ISBN 978-966-580-239-6.
- Безуглий В. В., Козинець С. В. Регіональна економічна і соціальна географія світу : Навчальний посібник. — видання 2-ге, доп., перероб. — К. : ВЦ «Академія», 2007. — 688 с. — ISBN 966-580-144-9.
- Гудзеляк І. І. Географія населення: Навчальний посібник / І. Гудзеляк. — Л. : Видавничий центр ЛНУ імені Івана Франка, 2008. — 232 с. — ISBN 978-966-613-599-8.
- Дахно І. І. Країни світу: Енциклопедичний довідник / І. І. Дахно, С. М. Тимофієв. — К. : Мапа, 2011. — 606 с. — (Бібліотека нового українця) — ISBN 978-966-8804-23-6.
- Дахно І. І. Економічна географія зарубіжних країн : навчальний посібник. — К. : Центр учбової літератури, 2014. — 319 с. — ISBN 978-611-01-0682-5.
- Джаман В. О. Регіональні системи розселення: демографічні аспекти. — Чернівці : Рута, 2003. — 392 с. — ISBN 9665685988.
- Дорошенко Л. С. Демографія: Навчальний посібник. — К. : МАУП, 2005. — 112 с. — ISBN 966-608-442-2.
- Дубович І. А. Країнознавчий словник-довідник. — 5-те вид., перероб. і доп. — К. : Знання, 2008. — 839 с. — ISBN 978-966-346-330-8.
- Економічна і соціальна географія країн світу. Навчальний посібник / За ред. Кузика С. П. — Л. : Світ, 2002. — 672 с. — ISBN 966-603-178-7.
- Загальна медична географія світу / В. О. Шевченко [та ін.] — К. : [б.в.], 1998. — 178 с.
- Крисаченко В. С. Динаміка населення: Популяційні, етнічні та глобальні виміри. — К. : Видавництво Національного інституту стратегічних досліджень, 2005. — 368 с. — ISBN 966-554-083-1.
- Любіцева О. О., Мезенцев К. В., Павлов С. В. Географія релігій. — К. : АртЕК, 1999. — 504 с. — ISBN 966-505-006-0.
- Масляк П. О. Країнознавство. — К. : Знання, 2007. — 292 с. — (Вища освіта XXI століття)
- Масляк П. О., Дахно І. І. Економічна і соціальна географія світу / П. О. Масляк, І. І. Дахно ; за ред. П. О. Масляка. — К. : Вежа, 2003. — 280 с. — ISBN 966-7091-53-8.

### Російською
- (рос.) Белоруссия // Демографический энциклопедический словарь / главн. ред. Валентей Д. И. — М. : Советская энциклопедия, 1985. — 608 с.
- (рос.) Белоруссия // Страны и народы. Советский Союз. Республики Прибалтики. Белоруссия. Украина. Молдавия / Редкол. : Г. М. Лаппо (отв. ред.) и др. — М. : «Мысль», 1984. — 349 с. — (Страны и народы) — 180 тис. прим.
- (рос.) Атлас народов мира / Отв. ред. С. И. Брук и В. С. Апенченко. — М. : ГУГК ГГК СССР и Институт этнографии им. Н. Н. Миклухо-Маклая АН СССР, 1964. — 185 с. — 20 тис. прим.
- (рос.) Численность и расселение народов мира. Этнографические очерки / под ред. С. И. Брука. — М. : Издательство АН СССР, 1962. — 487 с.
- (рос.) Лаппо Г. М. География городов: Учебное пособие для географических факультетов вузов. — М. : Туманит, изд. центр ВЛАДОС, 1997. — 476 с. — ISBN 5-691-00047-0.
- (рос.) Урланис Б. Ц. Рост населения в Европе (опыт исчисления). — М. : ОГИЗ-Госполитиздат, 1941. — 436 с.
- (рос.) Ягельский А. География населения. — М. : Прогресс, 1980. — 383 с.